# Hôtel de Blossac
Vous lisez un « bon article » labellisé en 2010.
Ne doit pas être confondu avec Château de Blossac.
Pour les articles homonymes, voir Blossac.
L’hôtel de Blossac est un hôtel particulier du XVIIIe siècle situé dans le centre historique de Rennes, en France.
Composé de deux ailes principales accolées, ce bâtiment, assorti de communs, est construit en 1728 à la suite de l'incendie de Rennes de 1720, sur un dessin supposé de Jacques Gabriel. Il présente une architecture classique unique en Bretagne, notamment pour sa superficie, la taille de son bâti, l'assemblage architectural de plusieurs bâtiments et son escalier d'honneur.
Bien que propriété de la famille de La Bourdonnaye, comtes de Blossac, il est loué pendant près de deux siècles par la ville comme résidence du commandant en chef de la province de Bretagne. Son aménagement rappelle alors le faste de la cour de France. Théâtre d'événements durant la Révolution française, il est divisé en appartements au XIXe siècle et devient un immeuble, où naît Paul Féval.
Classé au titre des monuments historiques en 1947, il fait l'objet d'une restauration extérieure complète étalée sur une trentaine d'années alors que les appartements laissent place à des bureaux. Il appartient intégralement à l'État depuis 1982 et abrite, dans des locaux réaménagés et restaurés, la Direction régionale des Affaires culturelles de Bretagne et, dans les communs, le Service territorial de l'architecture et du patrimoine d'Ille-et-Vilaine.

## Configuration des lieux

### L'hôtel de Blossac et Rennes
L'hôtel de Blossac est situé au nord-ouest du centre-ville de Rennes, dans le secteur sauvegardé de la vieille ville. Son adresse postale et son entrée principale, par un porche, sont au numéro 6 de la rue du Chapitre, située au sud de son emprise. Il a cependant vue sur la rue de Montfort (à l'est, partiellement) et sur la rue Saint-Sauveur (au nord), deux portes, une condamnée et l’autre à l'usage des fonctionnaires des services présents dans le bâtiment, sont aménagées dans le mur du jardin. La partie ouest (hôtel et cour de service) est accolée à d'autres bâtiments ou débouche sur des cours privatives. Le jardin de l'hôtel de Blossac offre une vue de la face sud de la basilique Saint-Sauveur, alors que depuis les étages de l’hôtel il est possible d'apercevoir la très proche cathédrale de Rennes vers l'ouest.

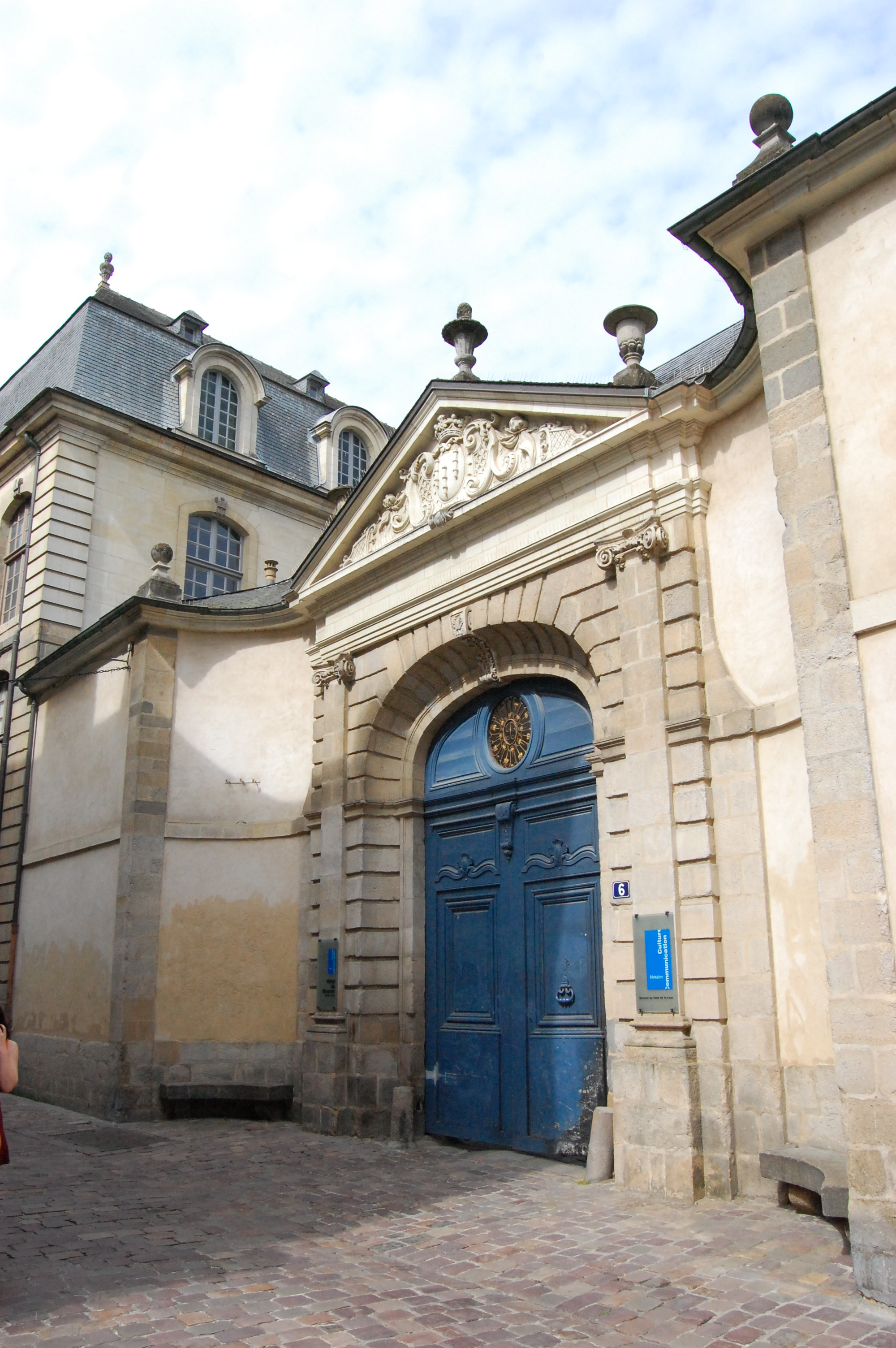
Portail sur la rue du Chapitre et bâti de l'escalier d'honneur en arrière-plan.
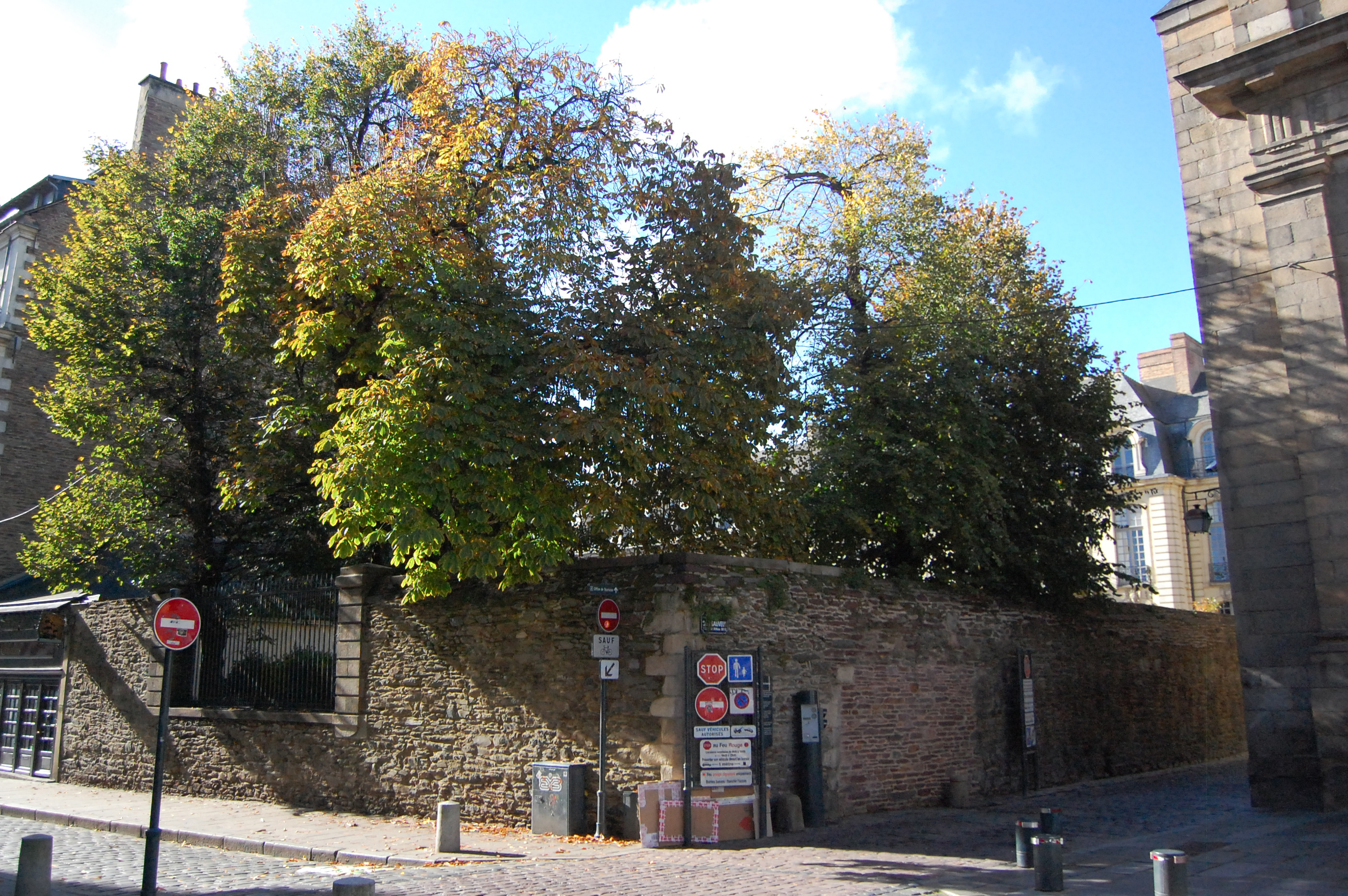
Ouverture dans le mur donnant sur le jardin, depuis la place Saint-Sauveur.
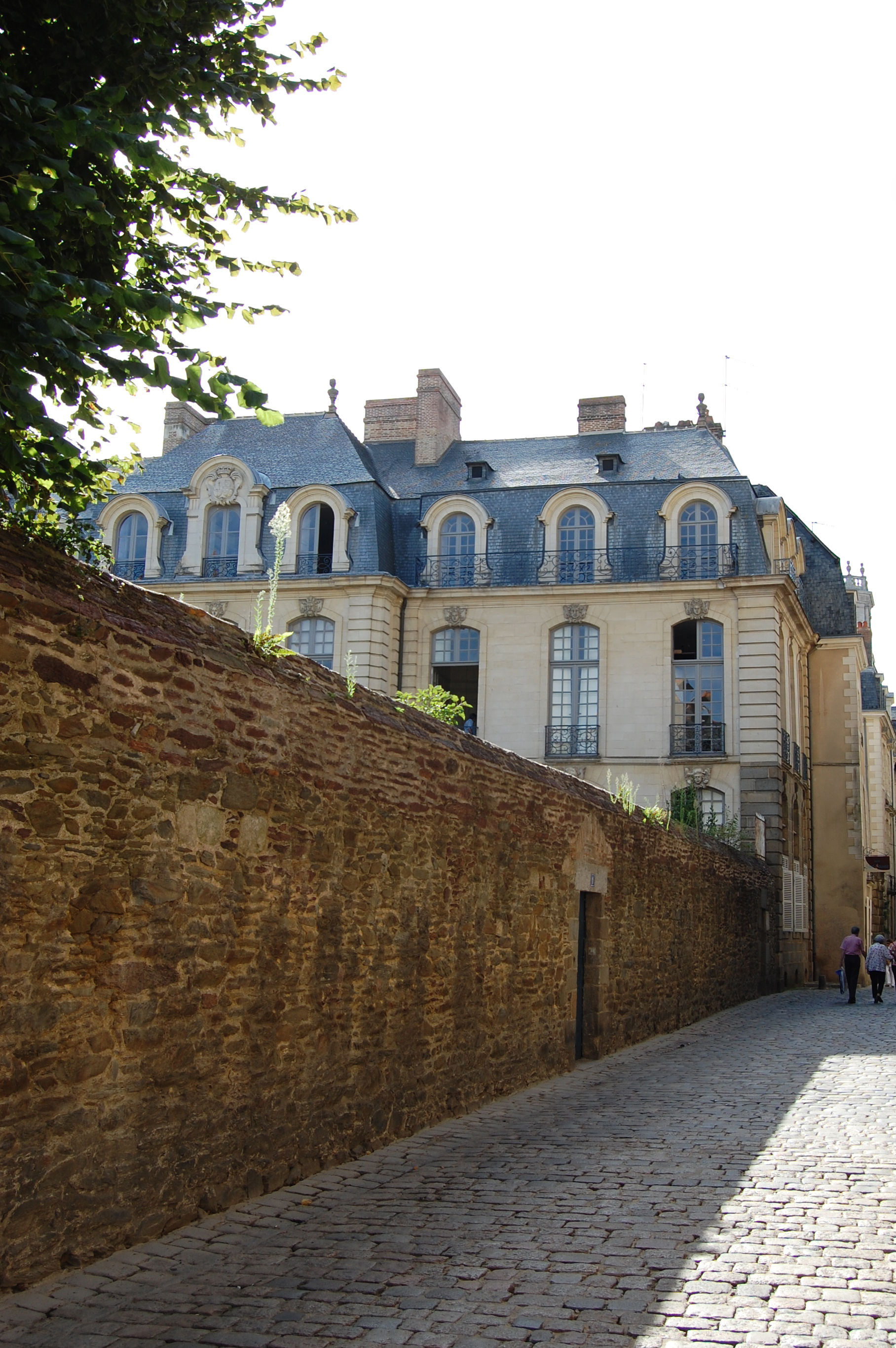
Vue de la rue Saint-Sauveur. La porte d'accès privative se démarque sur le mur.
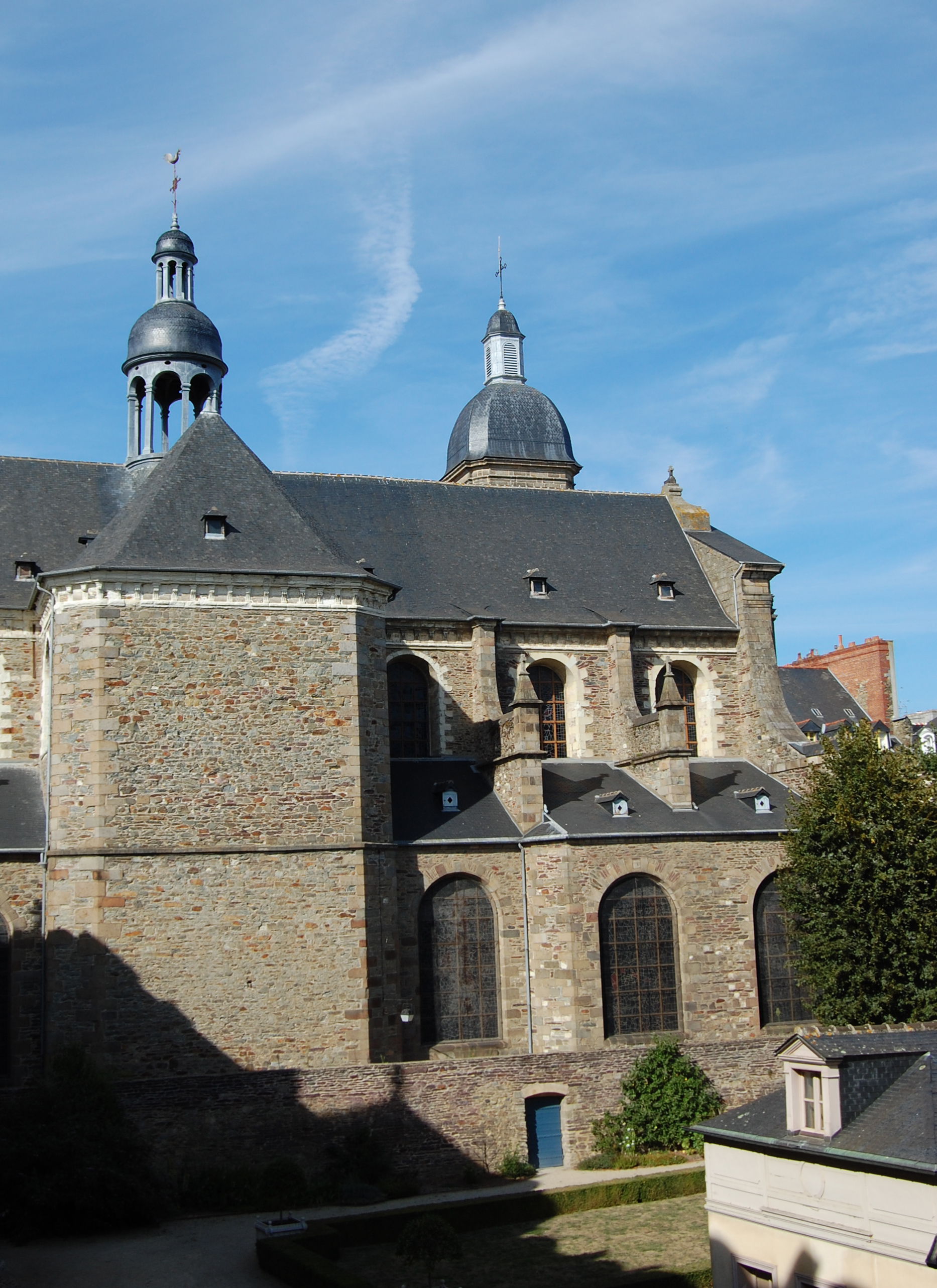
Vue depuis le premier étage sur la basilique Saint-Sauveur, située au nord du jardin de l'hôtel de Blossac.

### Constitution de l'hôtel

L'hôtel de Blossac en 2010.
L'hôtel de Blossac
L'hôtel de Brie
Le porche d'entrée
Les écuries
La galerie
Le jardin
Autres bâtis

L'hôtel de Blossac est constitué d'un corps principal, allant de la rue du Chapitre à la rue Saint-Sauveur. Ce grand corps est subdivisé en deux parties : le côté jardin, au nord, et le côté cour, au sud. Le côté jardin présente un perron et une façade travaillée, alors que le côté cour est plus austère, mais renferme, dans la partie sud, l'escalier d'honneur. Face au côté cour se trouvent les anciennes écuries, avec, perpendiculairement, la galerie donnant sur le jardin. Au dos du corps côté cour se trouve la cour de service, accessible par le passage de l’escalier d'honneur. Elle donne sur un mur aveugle à l'est, et l'hôtel de Brie au sud. Cet hôtel est plus ancien que l'hôtel de Blossac (1624), et a été réutilisé dans la construction de l’édifice.
L'hôtel étant un bâtiment public, il est possible, aux heures de bureau, de visiter les extérieurs (cours et jardin) ainsi que l'escalier d'honneur, notamment pour accéder à l'espace de documentation. Ces mêmes extérieurs sont habituellement ouverts pour les journées européennes du patrimoine.

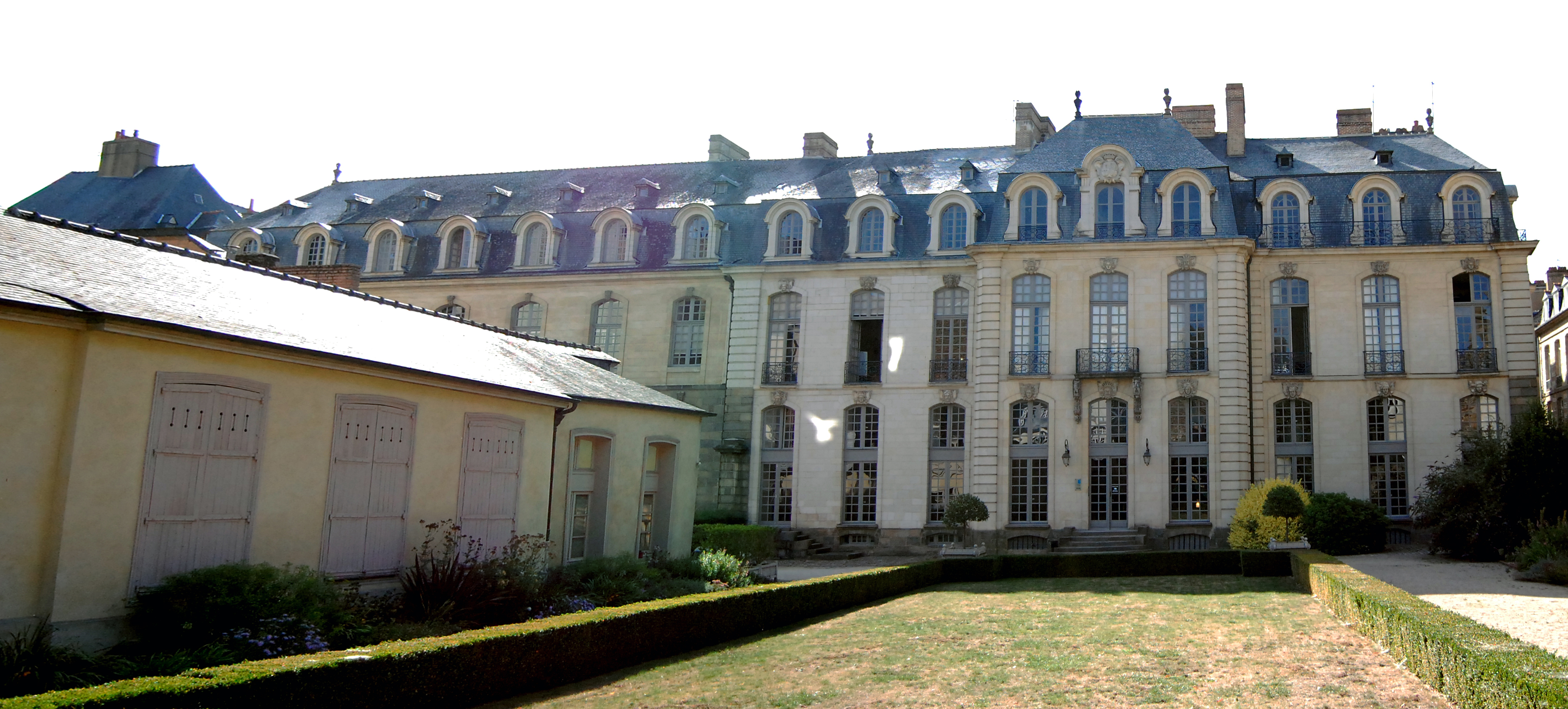
Panoramique depuis le jardin. À gauche : au premier plan, l'ancienne galerie et le bout des écuries ; en arrière-plan, l'hôtel côté cour ; à droite : l'hôtel côté jardin. Au centre de cette dernière façade, le perron et l’entrée actuelle.

## Historique

### Avant Blossac: l'hôtel de Brie

Carte de l'hôtel de Brie et des parties incendiées en 1720,
Logis de 1624
Logis antérieur
Communs
Les écuries
Parties incendiées
Autres bâtis subsistants

L'hôtel de Brie (ou hôtel du Bois de la Motte) est, en 1720, une composition à partir de plusieurs édifices composant au préalable le manoir du petit Fontenay. L'hôtel de Brie à proprement parler est construit en 1624 sur la rue du Chapitre par la famille Loysel de Brie, président du parlement de Bretagne. Cette construction remplace des maisons en bois, par lesquelles il fallait passer pour entrer dans le petit Fontenay. Cet hôtel est affecté en 1692 à la résidence de l'intendant du Roi en Bretagne, et ce jusqu'en 1725. L'hôtel de Brie passe de la famille Loysel de Brie à celle des de Cahideuc, qui cèdent par voie d'échange l’édifice à Louis Gabriel de la Bourdonnaye de Blossac en 1727.
Sa configuration est classique par rapport aux constructions rennaises : deux logis sont séparés par une cour, l'un des deux donnant sur la rue ; ils existent toujours aujourd'hui. L'accès à la cour se fait par un passage sous le logis, aussi bien pour les voitures que pour les piétons, passage abritant l'escalier d'accès aux étages. Une galerie et des communs relient les deux logis, du côté est de la cour. Des écuries, à l'est de communs, complètent l'ensemble. Hormis les écuries en bois, l'hôtel de Brie, de par sa construction en pierre, et grâce à la volonté de son propriétaire de ne pas céder à la passivité ambiante, arrêtera l'incendie de Rennes en 1720, protégeant la partie ouest de la ville. L'hôtel de Brie communiquait probablement avec la maison voisine, dite de la Psalette, et également sur la rue Saint-Sauveur par le petit Fontenay.
Il ne subsiste actuellement aucune trace de ces passages, hormis une marque de construction pour celui de la Psalette dans la cour de service. L'hôtel de Brie est le seul exemplaire de façade en pierre blanche du XVIe siècle de la ville de Rennes.
En janvier 2014, des travaux sont programmés pour que l'hôtel de Brie accueille une maison de l’architecture.

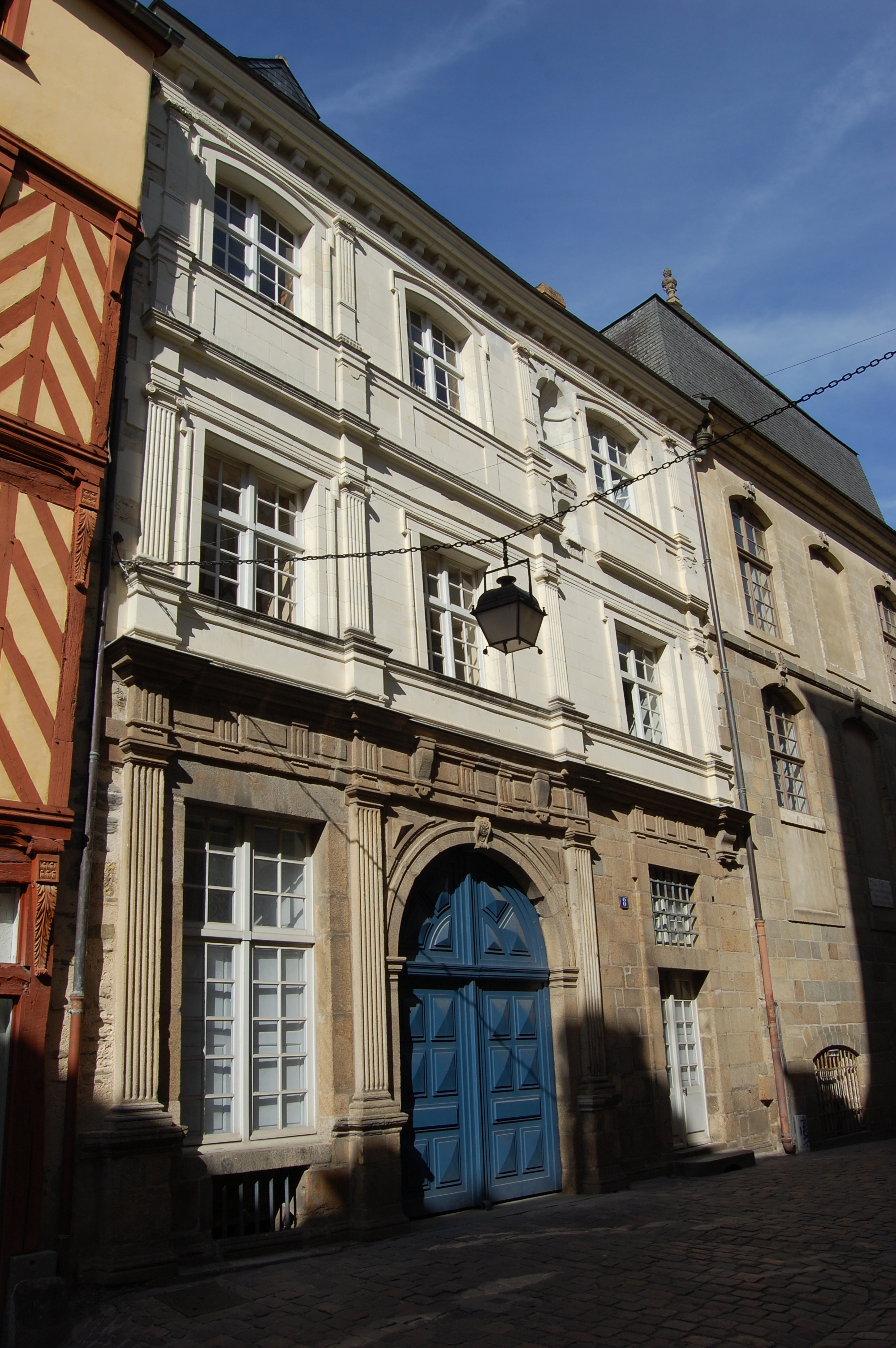
L'hôtel de Brie depuis la rue du Chapitre. Le portail bleu, passage sous l'hôtel, a été rouvert à l'occasion des travaux de 1990.
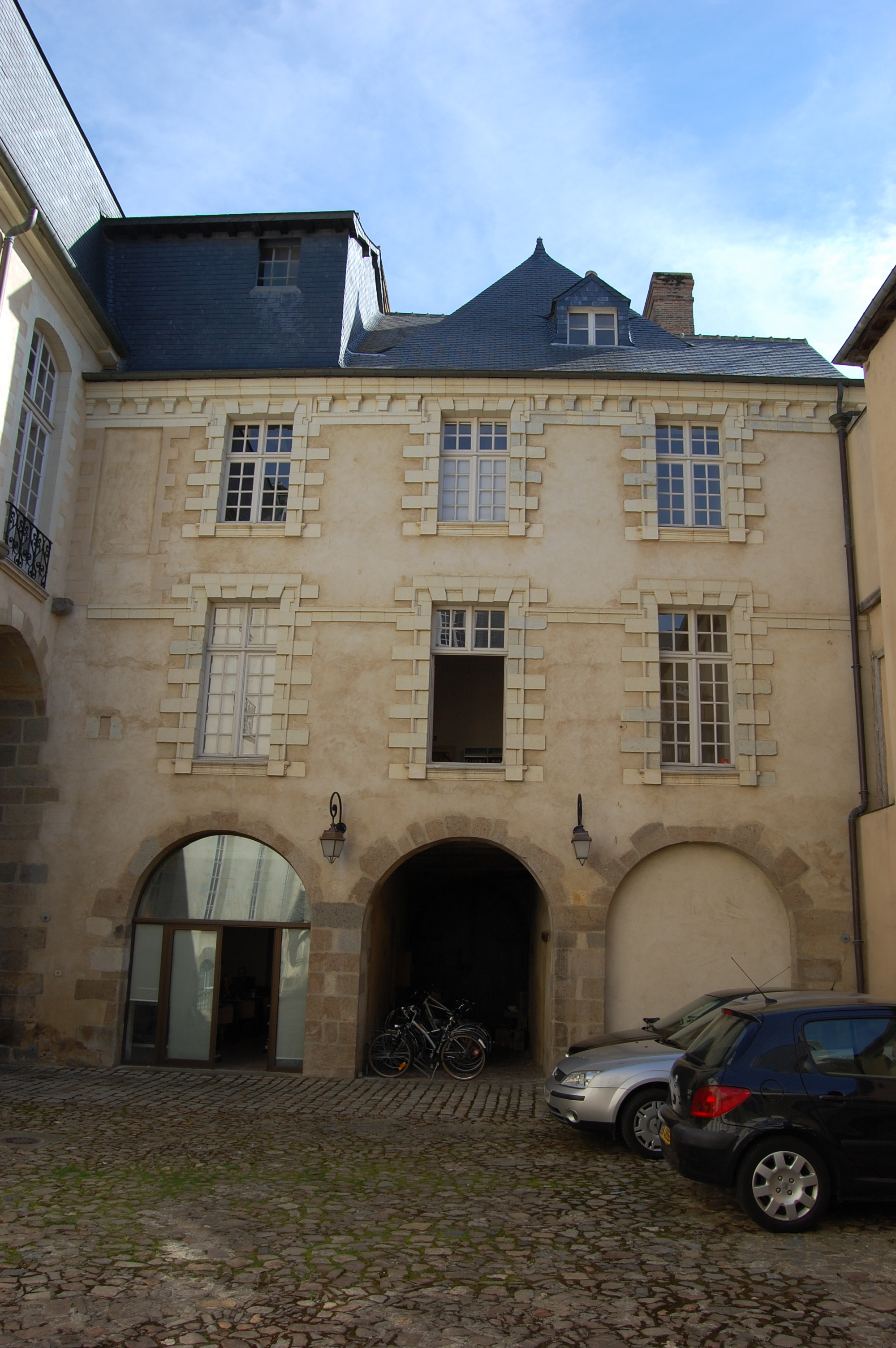
L'hôtel de Brie depuis la cour de service. Le passage sous le bâtiment est devenu le garage à vélos et le stockage des poubelles.
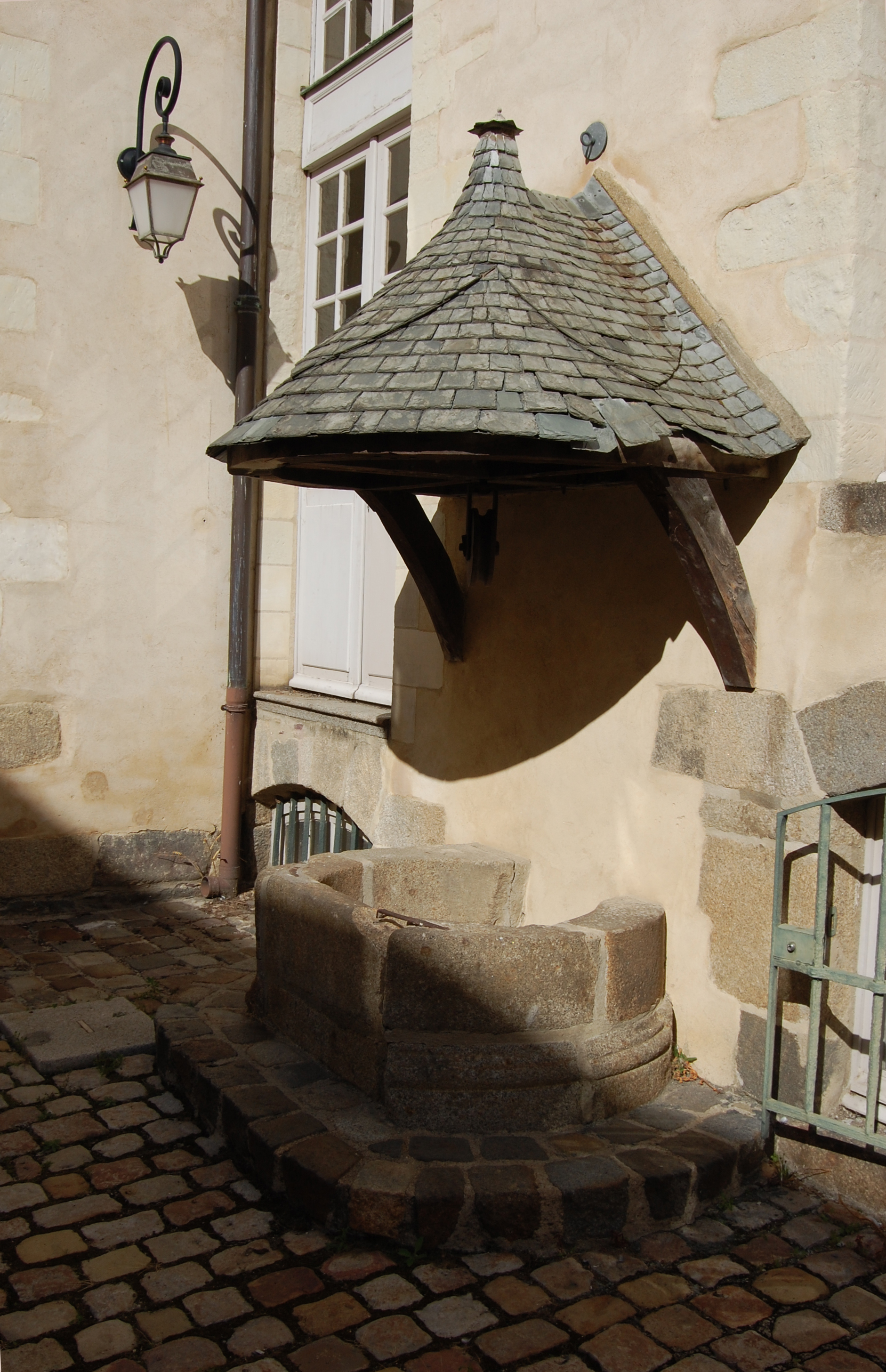
Le puits dans la cour de service, intégré à l'hôtel de Blossac et à la desserte de ses cuisines.

### Construction de l'hôtel de Blossac

#### Le besoin et l’endroit

Zone disponible pour la construction à l'issue de l'incendie.
Logis de 1624
Logis antérieur
Communs
Zone achetée par la famille de La Bourdonnaye
Autres bâtis

État en 1728 de l’emplacement de l’hôtel.
L'hôtel de Blossac
L'hôtel de Brie
Autres bâtis

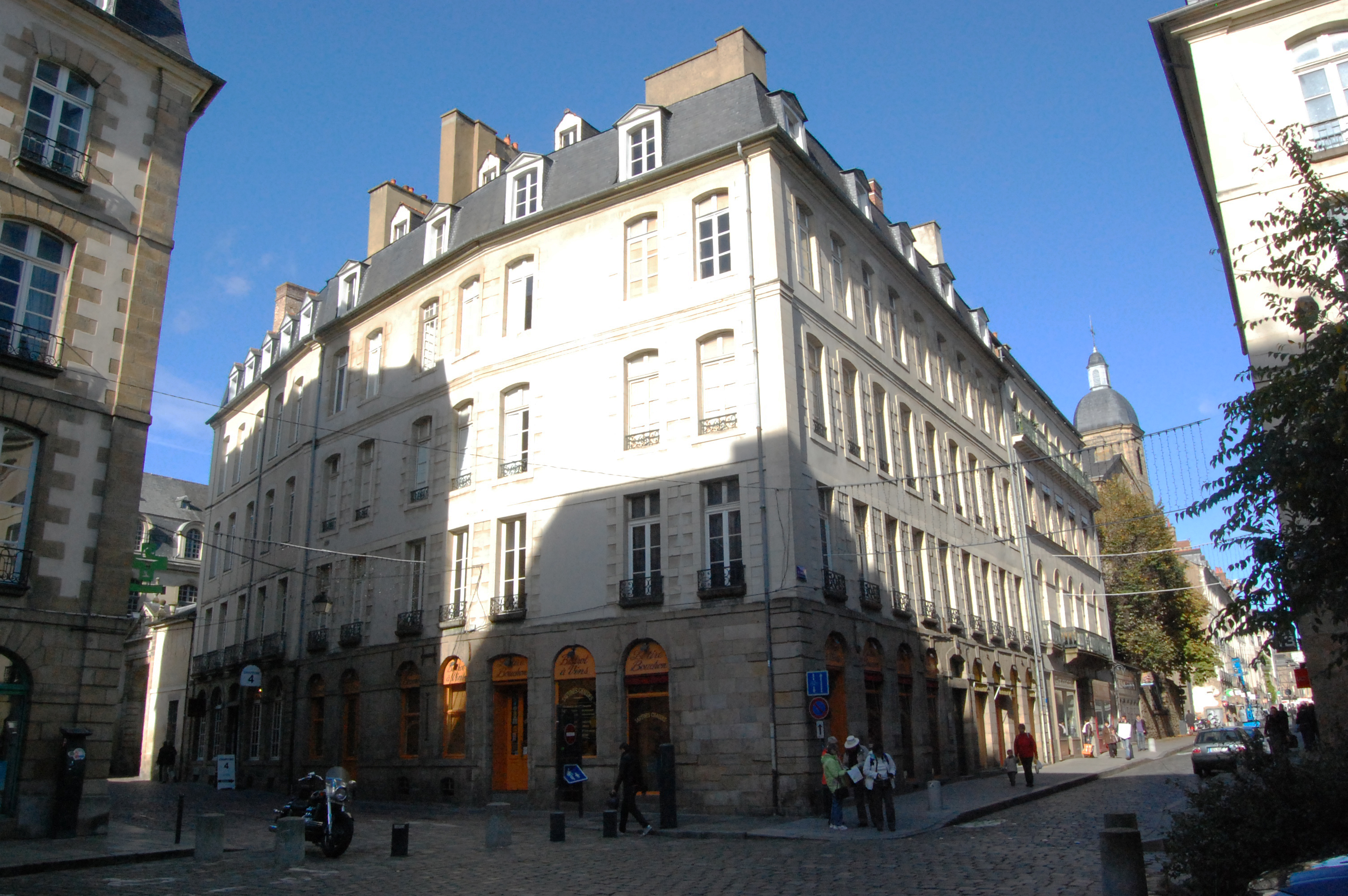
Les bâtiments construits sur la parcelle sud-est, dans le style adopté pour la reconstruction de la ville. On distingue le portail de l’hôtel de Blossac dans la rue du chapitre (à gauche), et les arbres du jardin dans la rue de Montfort (à droite).

L'hôtel de Blossac est construit en 1728 sur l’initiative de Louis Gabriel de La Bourdonnaye, comte de Blossac, président à mortier du Parlement de Bretagne, afin d'en faire sa résidence. Jean-François Huguet en supervise la construction.
La construction se fait sur une zone nue résultant du grand incendie de Rennes de 1720, en reprenant partiellement l’ancien hôtel de Brie à l'ouest, et en profitant de la place laissée par le feu à l'est. La nouvelle parcelle est délimitée par la rue du Chapitre au sud et la rue Saint-Sauveur (et l’église) au nord, qui subsistent, tandis que la limite à l'est devient la rue de la Mitterie, retracée de manière rectiligne et baptisée rue de Montfort. L'angle sud-est est le seul occupé par d'autres constructions rebâties dès 1723 sur le style adopté pour la nouvelle ville. Le plan dressé en 1722 par l'ingénieur Isaac Robelin, chargé de la reconstruction de la ville, laisse à la famille de La Bourdonnaye une surface étrangement agencée, où va débuter la construction de l'« Hôtel de La Bourdonnaye de Blossac » en 1728.

#### L'hôtel de Blossac
L'hôtel de Blossac va donc occuper l'intégralité de la largeur de la parcelle qui lui est dévolue, en exploitant au maximum les possibilités offertes par cette surface : corps principal séparé en deux parties distinctes (côté cour au sud et côté jardin au nord), distribution des pièces tout en longueur.
La distribution est identique au rez-de-chaussée et au premier étage. Cette séparation pourrait avoir été pensée dès le début de la construction, afin de mettre un logement digne de sa fonction à disposition de l'intendant de la province, logé dans l'hôtel de Brie. À l'instar des grandes demeures, il s'agit d'une distribution en enfilade : après un passage par l'escalier d'honneur, les visiteurs sont reçus dans un vestibule. Celui-ci communique avec une très grande salle par la salle des gardes. Cette très grande salle, pavée, est destinée aux réceptions et aux repas jusqu'à la construction de la galerie du jardin. Suit, du côté de l'ancienne cour, un escalier en bois desservant tous les niveaux et, dans le renvoi, les chambres. Côté jardin, un salon de compagnie occupe l'avant-corps, suivi du côté de la rue Saint-Sauveur, par un cabinet de travail.
Le sous-sol est le domaine de l'office : afin de pourvoir à des repas en quatre services, une grande cuisine voûtée est présente dans la partie en renvoi, complétée par plusieurs cuisines spécialisées (potages, entremets, rôtisserie et pâtisserie) se partageant la surface sous la plus grande partie de l'hôtel. Les cuisines sont équipées de postes fixes ainsi que de grands fourneaux de fer. Deux chaudières à laver la vaisselle, ancêtres des lave-vaisselle, sont installées dans l'arrière cour, et deux armoires à sécher sont présentes dans l’office. L'ensemble est complété par deux pièces dans les communs : une pièce à faire le café et la glacière. L'accès au sous-sol se faisait par l'escalier intérieur, et par un escalier présent dans l'escalier d'honneur, à gauche de l'accès au rez-de-chaussée,.
En outre l’accès au rez-de-chaussée du bâtiment était possible par un escalier près du puits, à l'angle nord-est de la cour de service, et par deux escaliers à l'extrémité de chaque aile du corps côté jardin. L'accès à l'hôtel de Brie se faisait par un escalier présent dans l'angle sud-est de la cour de service, accolé aux hangars. Les combles mansardés sont réservés au personnel, hormis pour le « salon doré », aménagé au troisième étage de l'aile la plus au nord, et profitant du balcon, aménagé en 1750.
Le jardin, planté à la française, comprend une pièce de gazon centrale avec quatre statues au coin, une tour creuse en laurier au fond et des arbres fruitiers le long du mur de la rue Saint-Sauveur.
On ignore à quelle date se sont achevés les travaux de l'hôtel à proprement parler, bien qu'un état des lieux de chantier ait été établi en 1731. Cependant, certains détails des communs sont datés.

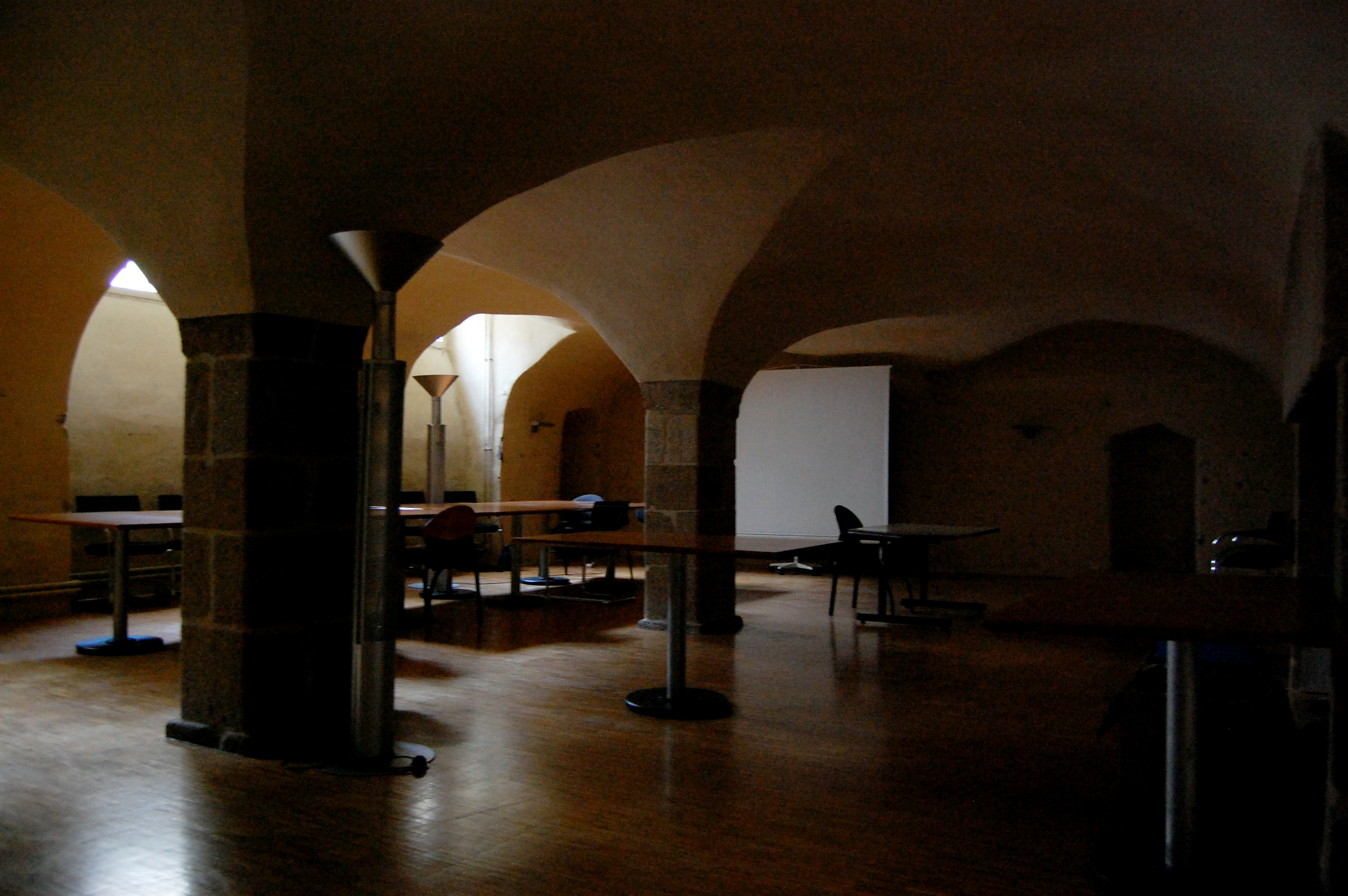
Les grandes cuisines voûtées, sous le décrochement, du côté de la cour de service.
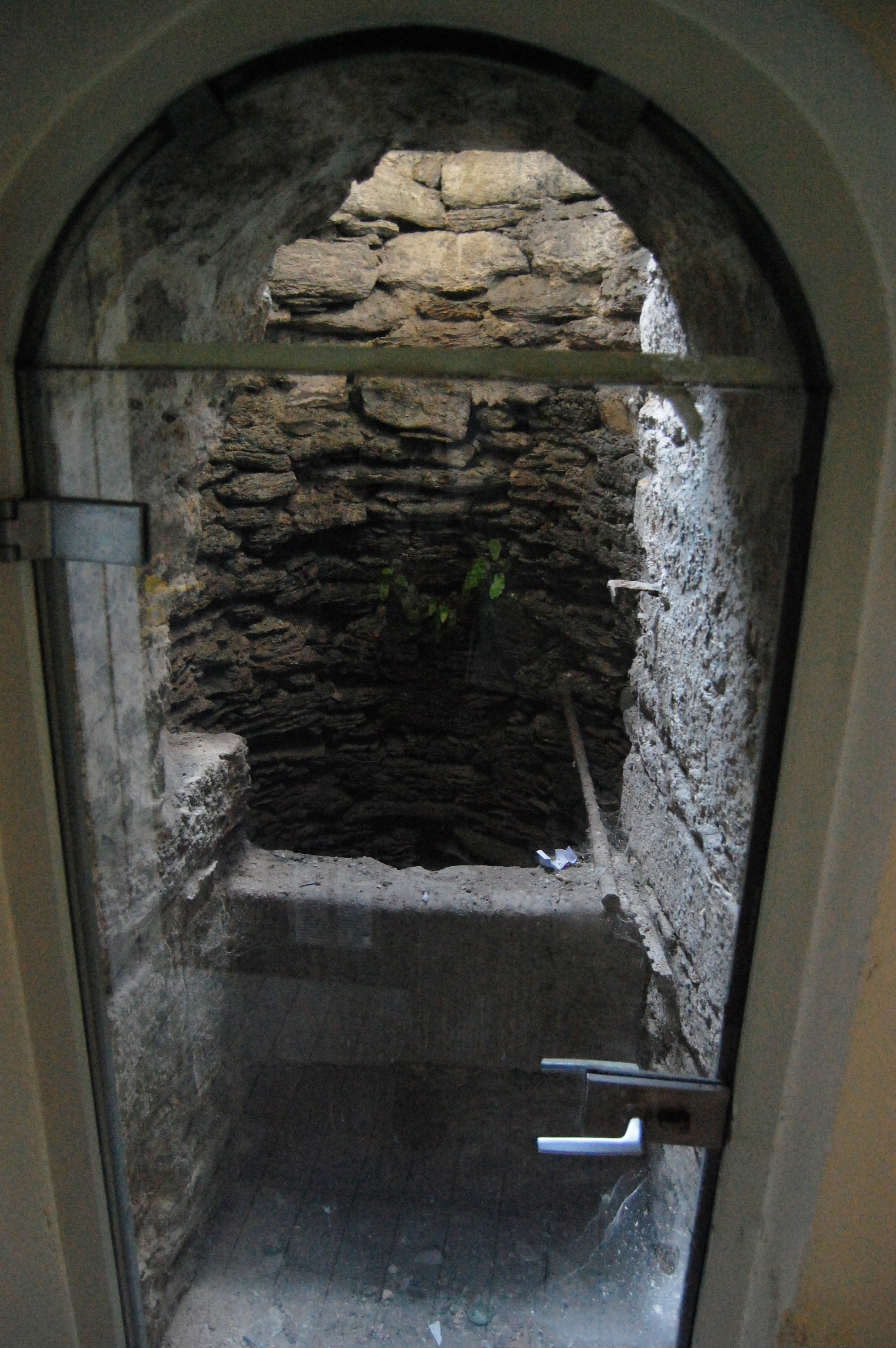
L'ouverture du puits côté cuisines.
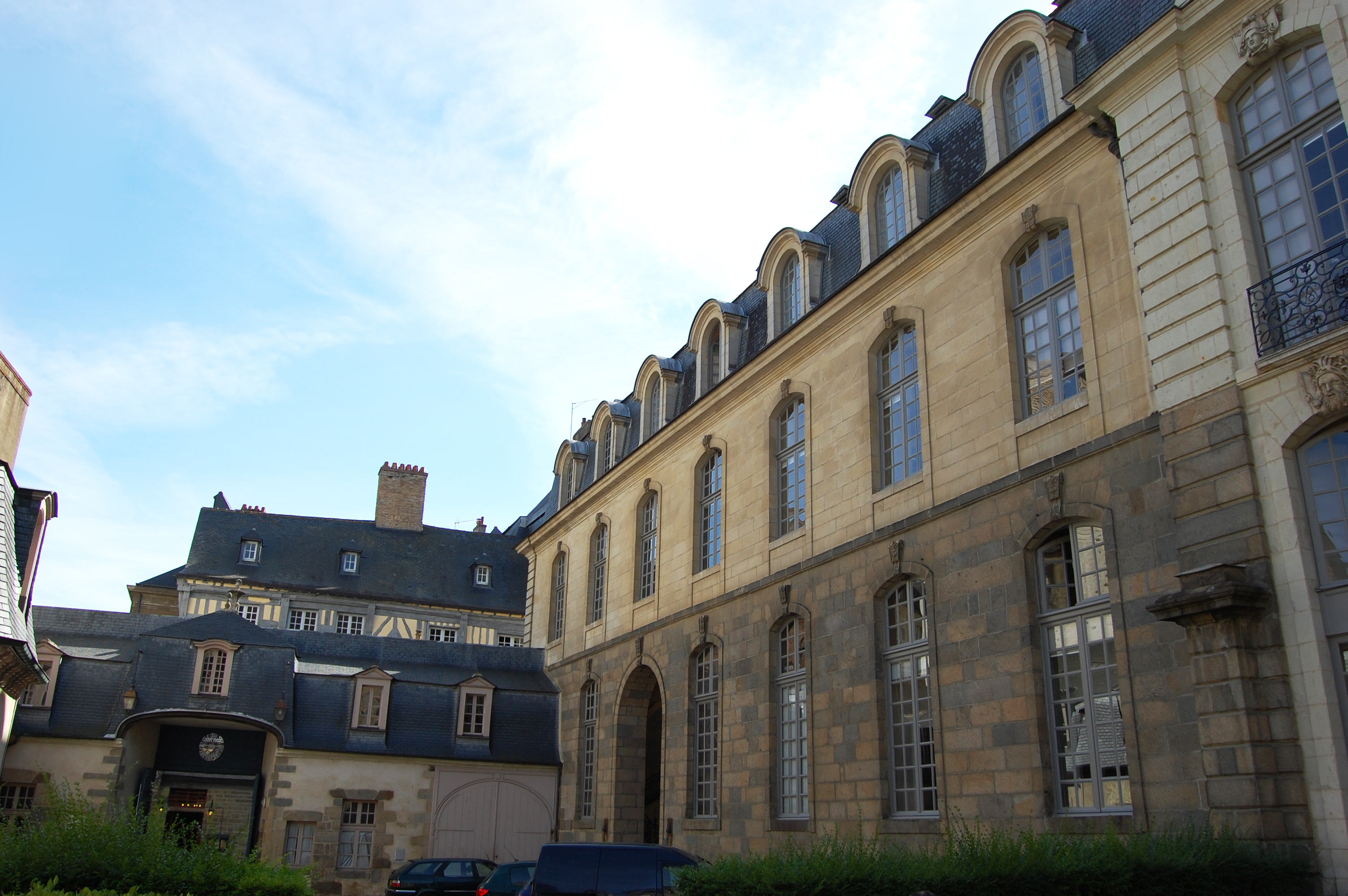
L'aile côté cour, vue depuis le jardin.
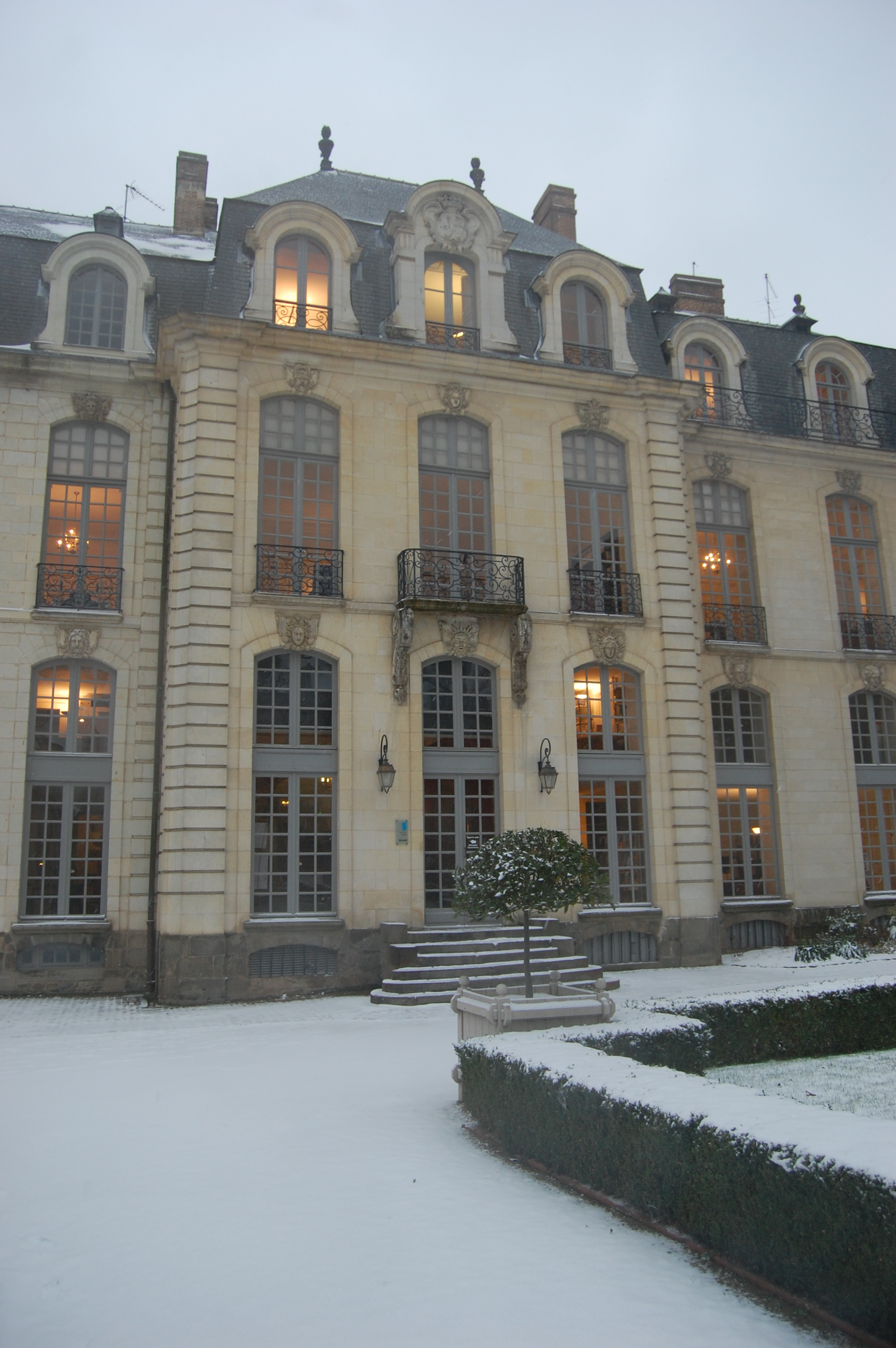
Vue rapprochée de l'avant-corps.
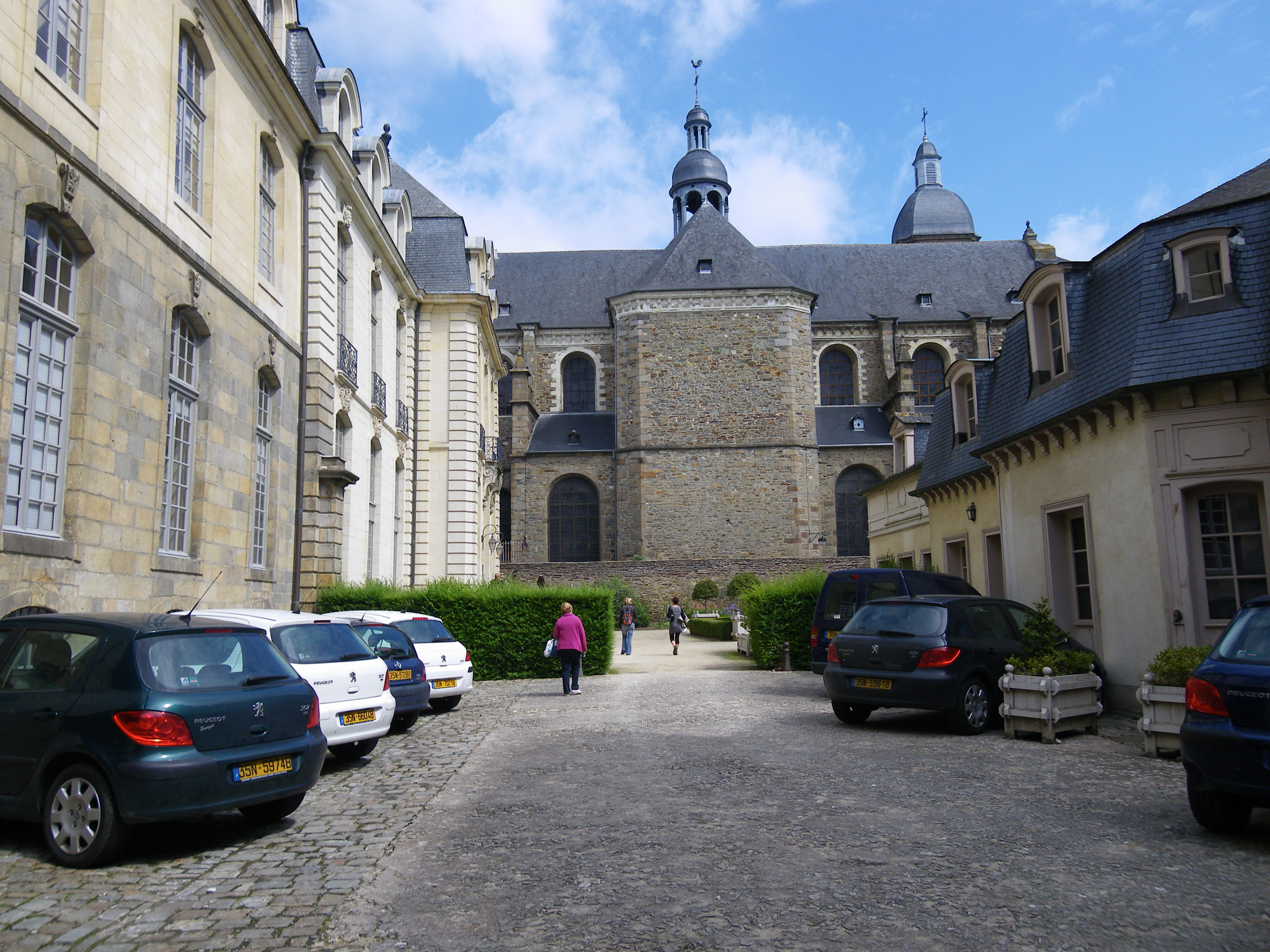
Vue de la cour de l’hôtel quand on passe le porche d'entrée. Au fond, la basilique Saint-Sauveur.

#### La construction progressive des communs

L'hôtel de Blossac en 1760, doté de tous ses communs
L'hôtel de Blossac
L'hôtel de Brie
Le porche d'entrée
Communs
Écuries
Rôtisserie
Galerie
Glacière
Hangars
Jardin
Autres bâtis

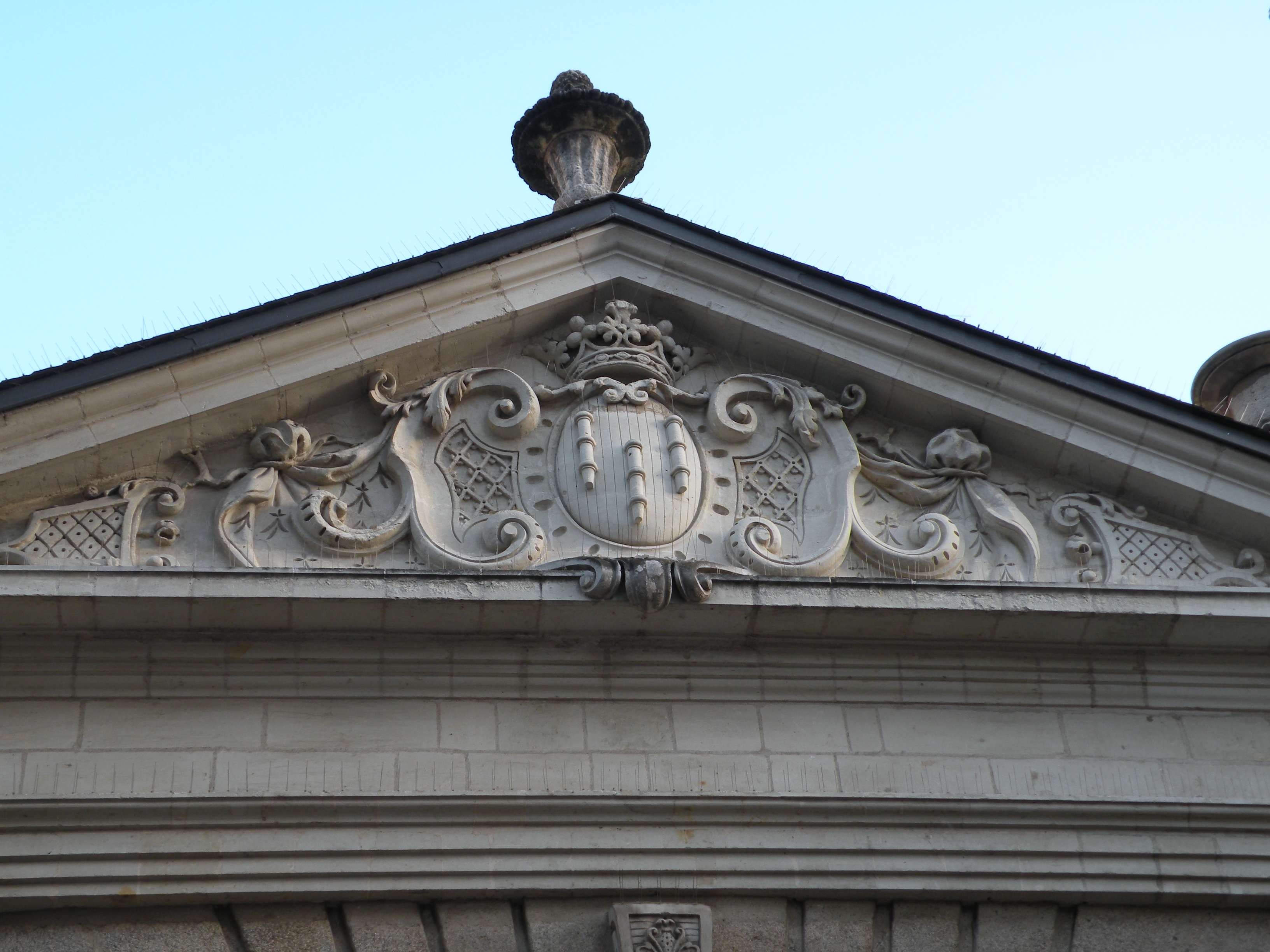
Le fronton du portail, blasonné ainsi : De gueules à trois bourdons d'argent. La mention Hôtel de Blossac, gravée sur marbre, n'a pas été reconstituée lors de la restauration du bâtiment.

Un nouveau portail est créé rue du Chapitre en 1730. Il abrite le logement du gardien (le suisse), et présente un fronton aux armes de la famille de La Bourdonnaye, ainsi qu'un monogramme à leurs initiales. Le fronton devait porter, en lettres d'or gravées dans du marbre, la mention « Hôtel de Blossac ».
Des écuries donnant rue de Montfort sont bâties la même année, au grand dam des voisins dont les parcelles sont rognées. Elles sont à pans de bois, conformément au bail établi entre la ville et la famille de La Bourdonnaye, afin d'être démontable à volonté, mais voûtées de briques à l'intérieur. Comme pour le reste des communs, les travaux sont payés par la ville de Rennes. Prévues pour vingt chevaux, elles se révèlent insuffisantes et seront complétées quasiment de suite par la location d'autres écuries, rue du Pré-Raoult, hors des murs. L'accès à la cour des écuries sur la rue de Montfort se fait par une porte cochère.
Les travaux se poursuivent, avec des hangars montés dans la cour de service en 1732 abritant les carrosses et chaises à porteurs, une rôtisserie près des écuries en 1739, et, en 1745, de nouveaux communs face à l'hôtel, côté cour, toujours à pans de bois. Ces communs abritent le premier maître d'hôtel, la lingerie et la salle à manger des gardes. Le concierge rejoint également ces nouveaux communs, semble-t-il à la suite de la création dans son ancien poste d'une pièce réservée à la préparation du café, de la limonade et de l'orgeat. Une glacière est construite la même année que les communs, dans le jardin, derrière la tour creuse en laurier. Elle permet d'avoir un service frais à table : fruits, boissons, sorbets et figurines décoratives en glace.
Pour finir, une grande salle de jardin, destinée aux réceptions, aux États, concerts et bals, est construite vers 1760, sous le nom de « chambre à manger des nobles ». À cette occasion, le jardin est réduit à sa configuration actuelle. L'hôtel de Blossac est alors dans sa configuration la plus complète.

### La vie de l'hôtel de Blossac
Les projets de Gabriel concernant l'hôtel de ville de Rennes vont, en 1732, vers la construction d'un grand ensemble, dont un bâtiment séparé placé au sud de la place de la mairie, et destiné à héberger le gouverneur de la province de Bretagne. Le prix de cette construction, à la charge de la ville, est jugé exorbitant par le conseil présidé par Toussaint-François Rallier du Baty et abandonné. Cependant, afin de loger dignement le commandant en chef de la province, la municipalité envisage la location de l'hôtel de Blossac, pour la somme de 6 000 livres par an (4 000 livres de 1740 à 1754), solution acceptée par la veuve de Louis Gabriel de La Bourdonnaye, décédé en 1729. De 1732 à 1789, l'hôtel de Blossac sera donc la résidence du commandant.
Les archives présentant les relevés de cette occupation font état d'un mobilier et d'une domesticité rappelant la Cour du Roi. En effet, comme le révèlent les inventaires entre 1740 et 1786, soixante-dix personnes travaillent à l'hôtel de Blossac. On y trouve un corps de garde, le personnel de cuisine, et de service, mais aussi, un suisse, un panetier et un échanson, caractéristiques d'une maison de très haute tenue.
Les aménagements sont luxueux, comme il sied à une personne de l'importance du gouverneur militaire de la province : le « salon doré », aménagé sous Brancas en est l'exemple avec ses marbres, ses cuirs dorés, ses glaces et ses peintures. Les murs, sobres, sont recouverts de tentures rouges, « princières ». Jusqu'en 1750, le mobilier reste caractéristique du règne de Louis XIV, sans doute dû au manque d'évolution des artisans locaux : on ne trouve pas de commodes, et l’essentiel du mobilier est en bois et fer. Les inventaires font état d'un ensemble mobilier sobre, mais mentionnent néanmoins une vingtaine de tables de jeu.

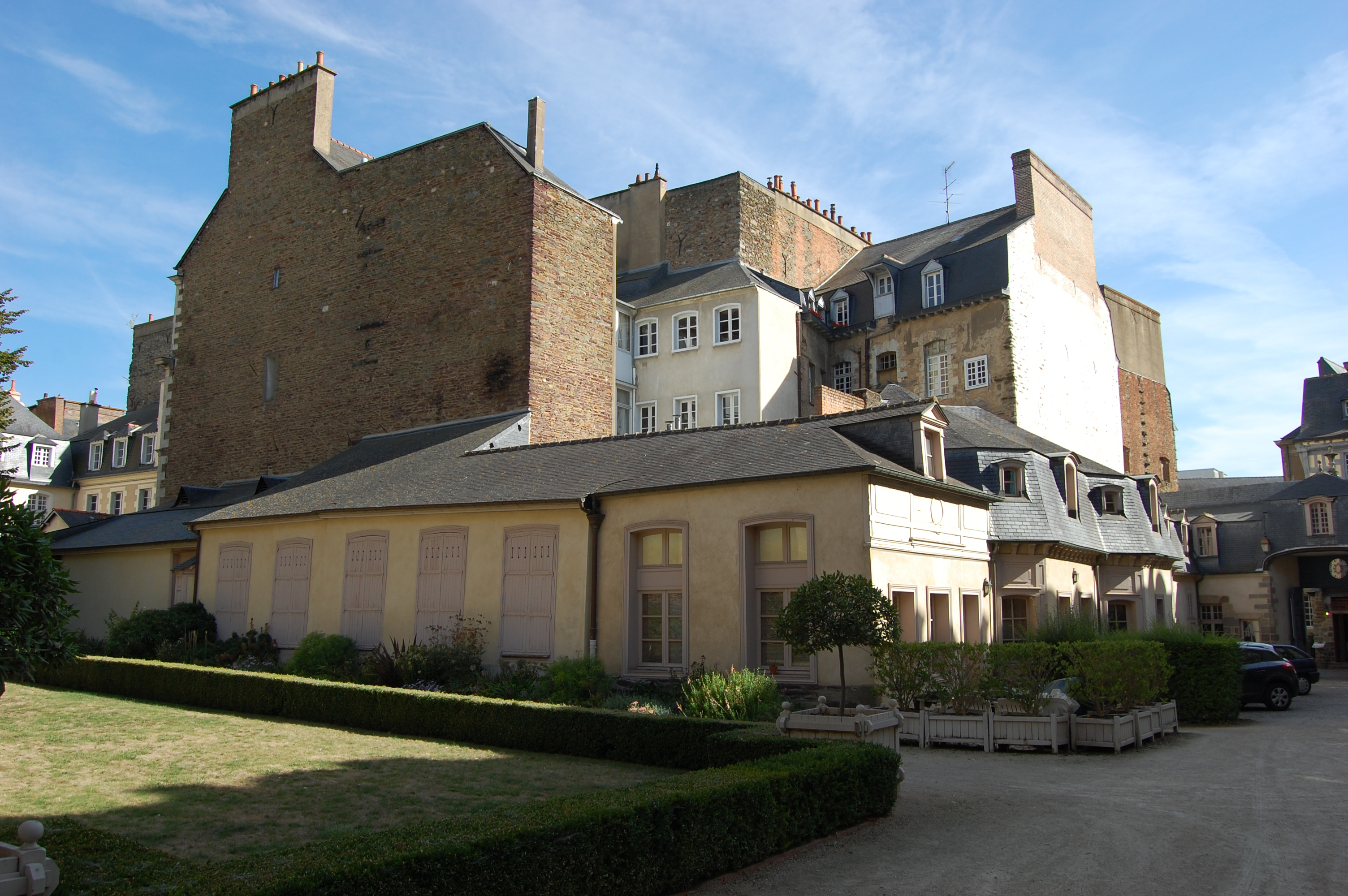
La galerie, donnant sur le jardin. Les écuries de droite sont les anciens communs, réaménagés au XIXe siècle. À l'arrière-plan, les immeubles sont construits sur les anciennes écuries vendues à la Révolution.

Plusieurs commandants se sont succédé dans l’hôtel, certains ayant laissé leur nom à la postérité de par leurs aménagements comme Louis-Henri de Brancas-Forcalquier, maréchal de France, en poste en 1750, qui fera aménager l'hôtel en profitant de sa construction sur un double plan : le rez-de-chaussée et l’étage sont identiques, et présentent le même type de logement. Brancas occupe alors le rez-de-chaussée, laissant à son épouse l’étage, une disposition que l'on retrouve au château de Versailles, entre le Grand Appartement du Roi et celui de la Reine. Une chapelle est alors présente à l'étage, tandis que les chambres sont déménagées du renvoi ouest à la partie nord, afin de profiter de la lumière du matin sur le jardin. Un entresol est créé au-dessus du cabinet d'angle de monsieur pour créer une salle de jeu. C'est lors de cette occupation par le maréchal que les meubles contemporains de cette époque apparaîtront : commodes de style rocaille, présentant des éléments en cuivre doré, cabinet de toilette, sièges cannés et chaises longues dans les parties privées, etc.
Emmanuel Armand de Vignerot du Plessis, duc d'Aiguillon, en poste de 1753 à 1768, possédant sa propre troupe de musiciens : il fait bâtir pour eux la galerie sur le jardin. Il fait également placer dans les grandes pièces de réception du rez-de-chaussée et de l’étage des tables en marbre à pied doré. Des glaces sont prévues pour ces pièces, mais ne seront jamais livrées. Les luminaires, sont en bronze doré et sont équipés de cristaux dans les plus belles pièces, en bronze argenté ou en simple laiton pour les pièces de moindre importance. La porcelaine fait son apparition dans les pièces privées, comme le révèle un inventaire de 1759.
Les inventaires font également le relevé des pièces de cuisine, fort nombreuses : sont ainsi cités dans la présentation de Jean-Jacques Rioult « une centaine de gobelets et de soucoupes » pour le café et « quatre-vingt réchauds de cuisine en cuivre » ; tout le nécessaire pour recevoir des invités. À noter que les inventaires ne font pas état de vaisselle fine ou d'argenterie de table : en effet, chaque locataire possédait en propre ces objets, frappés de ses armes, qu'il emmenait avec lui à chaque déménagement.

### La Révolution
À la Révolution, l'hôtel est le théâtre de manifestations de par son affectation.
Avant mai 1789, plusieurs événements vont créer un climat pré-révolutionnaire. Après la journée des bricoles en mai 1788 qui ont déjà chauffé les esprits, Henri de Thiard de Bissy, commandant en chef (et résident de l'hôtel) préside les débats des États de Bretagne de janvier 1789, qui se finissent tragiquement. Après ce fiasco, les nobles craignant pour leur sécurité quittent la ville fin janvier pour leurs châteaux de campagne, laissant de nombreuses personnes sans emploi. Thiard fait venir en février 2 000 militaires et quatre pièces d'artillerie pour prévenir de tout débordement de la population.
Le 15 juillet 1789 au soir, l’effervescence révolutionnaire gagne Rennes. Dans la crainte d'une vengeance de la noblesse, aidée par l'armée stationnée en ville, et après avoir appris le renvoi de Jacques Necker par Louis XVI, les jeunes rennais, étudiants pour la plupart, se réunissent à l'école de Droit ; ils sont rejoints par des citoyens et des soldats logés chez l'habitant. Dans le même temps, le régiment d'Artois reçoit l'ordre de préparer des cartouches à balles pour le tir réel, et ses grenadiers sont placés sous consigne.
Le 16 juillet 1789 au matin, les étudiants vont haranguer les soldats des casernes, les invitant à les rejoindre ; le comte de Langeron, commandant en second (Thiard est absent), fait également une tournée ces casernes, où il fait jurer obéissance aux soldats. À 13 heures, un demi-millier de citoyens, probablement menés par Jean Victor Marie Moreau, vient forcer les portes du magasin d'armes de la milice, situé en face de l'hôtel de Blossac. Langeron fait battre la générale afin de récupérer les armes et éviter les débordements. La majorité des soldats refusent, rejoignant les rangs des révolutionnaires, mais les compagnies de grenadiers et de chasseurs, fidèles au comte, patrouillent en ville afin de protéger l'hôtel et son résident.
La municipalité négocie alors auprès de Langron pour qu'il n'appelle pas d'autres soldats en ville et pour ne pas punir les militaires ayant désobéi. Langeron promet, mais regroupe au même moment ses chasseurs et ses grenadiers dans la cour de l'hôtel. Il ordonne alors de charger à mitraille deux des quatre canons, afin de les pointer en direction la porte cochère de l’hôtel de Blossac, en prévision d'un hypothétique assaut par les révolutionnaires. Les soldats encore avec le comte refusent d'obéir, ne comprenant pas la raison de cet ordre. Ils quittent tous l'hôtel, puis reviennent peu après, menés par Joseph Marie François Sevestre pour chercher les quatre canons. Le 17 juillet, une délégation revient chercher les étendards des régiments, qui leur sont remis par le comte de Langeron.
À la suite des événements révolutionnaires, l'hôtel reste la propriété de la famille de La Bourdonnaye, mais perd sa fonction de résidence du commandant en chef de la province de Bretagne. Il est alors divisé en appartements et réaménagé, accueillant la famille de La Bourdonnaye ainsi que plusieurs locataires. Il en va de même pour l’hôtel de Brie, qui reçoit sans doute à cette époque un passage en surplomb à hauteur de son second étage.

### LeXIXesiècle

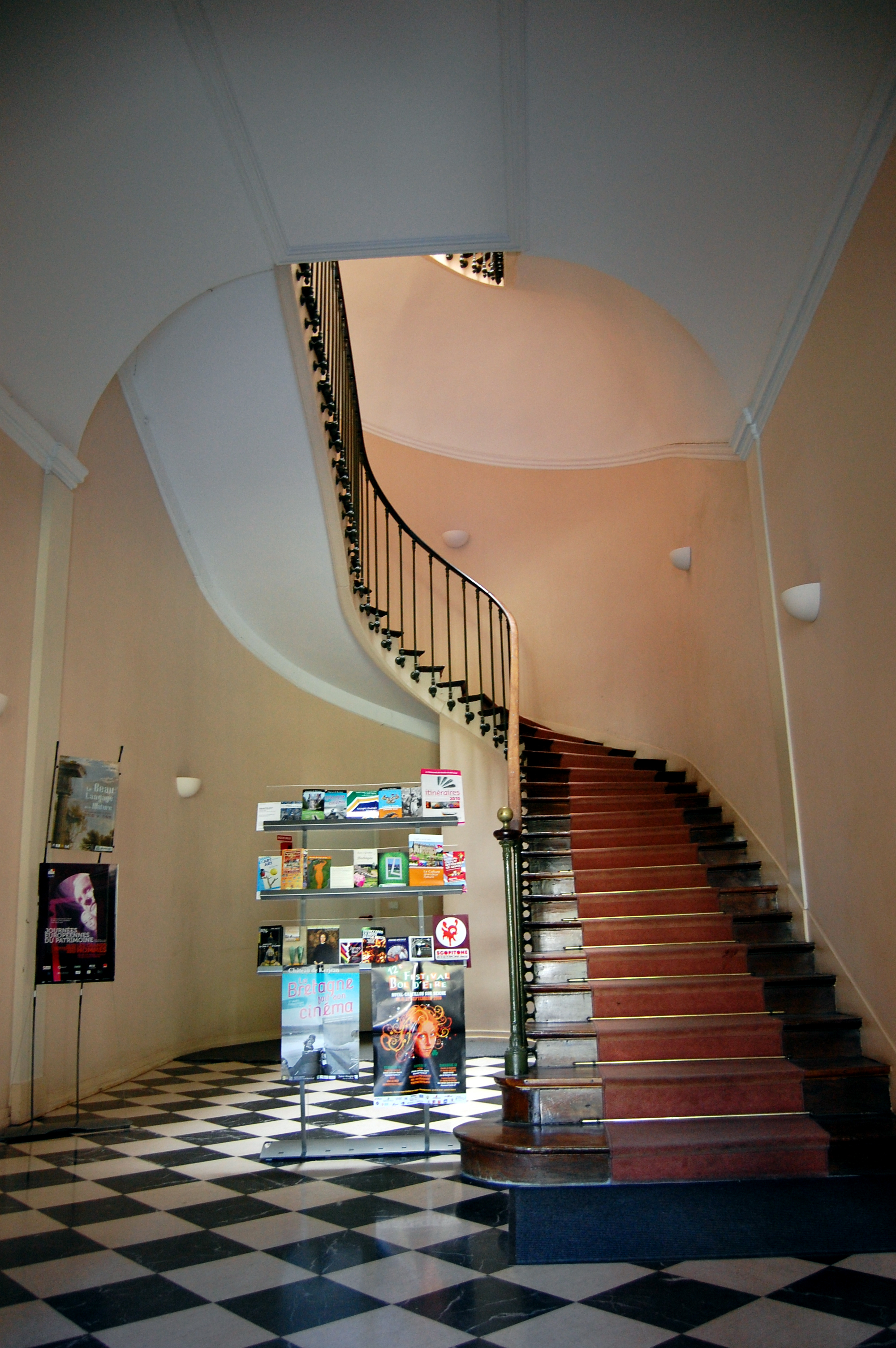
L'escalier principal intérieur, construit au XIX.

En 1808, l'étude de l’établissement de la préfecture dans l'hôtel aboutit sur une décision négative, compte tenu des aménagements qui ont été faits durant les années précédentes, : un entresol a été créé au rez-de-chaussée, des couloirs et des vestibules ont été dessinés, des cloisons montées. Les aménagements datant de l'Ancien Régime disparaissent peu à peu, et certaines parties sont louées. La cour est des écuries est vendue : les immeubles des 3 et 5 de la rue de Montfort sont construits sur son emplacement.

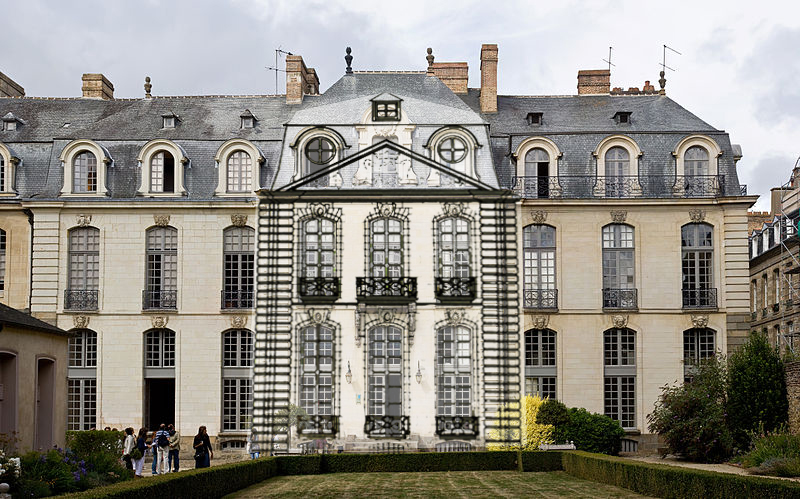
Croquis du fronton avant sa disparition vers 1850.

Lors de la gérance par Roger Esprit Charles de La Bourdonnaye-Blossac, entre 1817 et 1891, l'hôtel prend sa tournure moderne, notamment avec l'aménagement de la façade principale face au jardin et la création du perron actuel. Une grande porte est aménagée vers 1860 permettant un accès direct et central au jardin, tandis que disparaissent le fronton armorié et deux occuli, remplacés sur l'avant-corps par trois lucarnes, dont la plus grande au centre porte les armes de la famille de La Bourdonnaye-Lapasse,.
Dès 1830, à l'intérieur, un grand escalier d'une facture emblématique des immeubles d'habitation du XIXe siècle est installé au milieu du bâtiment, en lieu et place de l’escalier d'origine en bois. La moitié du premier étage, occupée par la famille de La Bourdonnaye-Blossac, est réaménagée selon les goûts de l'époque : un vestibule remplace le grand salon au débouché de l'escalier, et un décor néoclassique composé de gypseries remplace les boiseries et les marbres des siècles précédents,. L'hôtel a perdu son faste, comme le rapporte Charl Robin :  « par delà les hautes murailles [...] l'hôtel de Blossac déploie un ordre de nombreuses fenêtres, qui s'ouvrent sur un sol envahi par le froid, par l'ombre et par la mousse ».

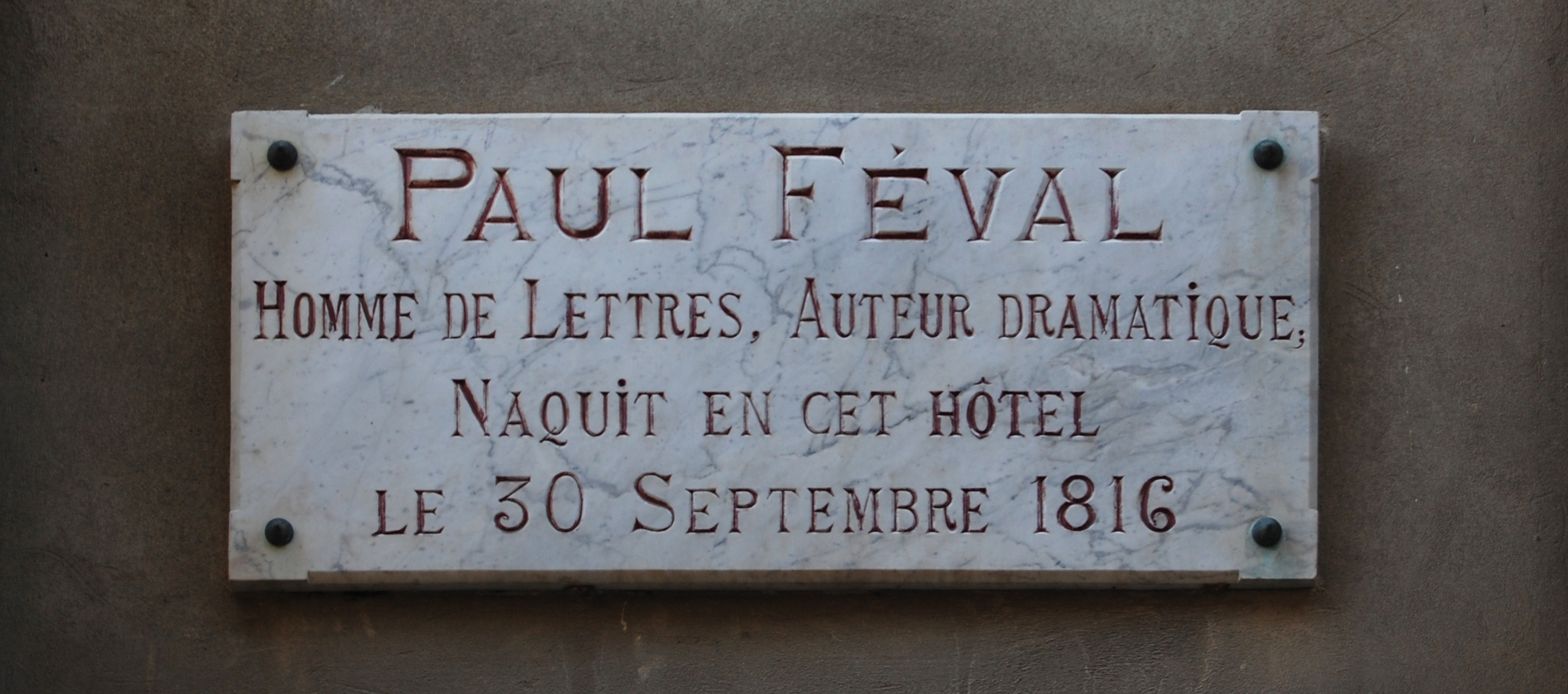
Plaque commémorant la naissance de Paul Féval.

C'est dans ce lieu que naît l'écrivain Paul Féval, le 29 septembre 1816. Une plaque commémorative a été apposée à l'extérieur du bâtiment, rue du Chapitre. L'enfance de l’écrivain à Blossac pourrait avoir inspiré certaines descriptions dans ses œuvres.
La galerie construite sur le jardin abrite, de 1800 à 1830 les concerts de la société philharmonique de Rennes. Dans la cour, à la fin des années 1850, les écuries modernes apparaissent en reprenant les anciens communs : des avancées sont réalisées pour permettre d'abriter les voitures. Le jardin est planté à l'anglaise.
La modernisation sanitaire fait que l'hôtel de Brie est doté, du côté de la cour de service, d'une colonne incluant les toilettes. Cette transformation occulte complètement l'arche centrale, correspondant à l'ancien passage sous l'hôtel. En 1910, le corps principal côté cour est partiellement masqué par du lierre grimpant.
L'hôtel est réquisitionné durant l'occupation de Rennes, les écuries transformées en garages et les caves sont aménagées en abri anti-aérien civil par la défense passive.
La délégation départementale du secrétariat à la Jeunesse crée un restaurant pour les Jeunes filles étudiantes ou non, dans les salles du rez-de-chaussée du Centre Social Féminin Hôtel de Blossac, le 3 janvier 1942.

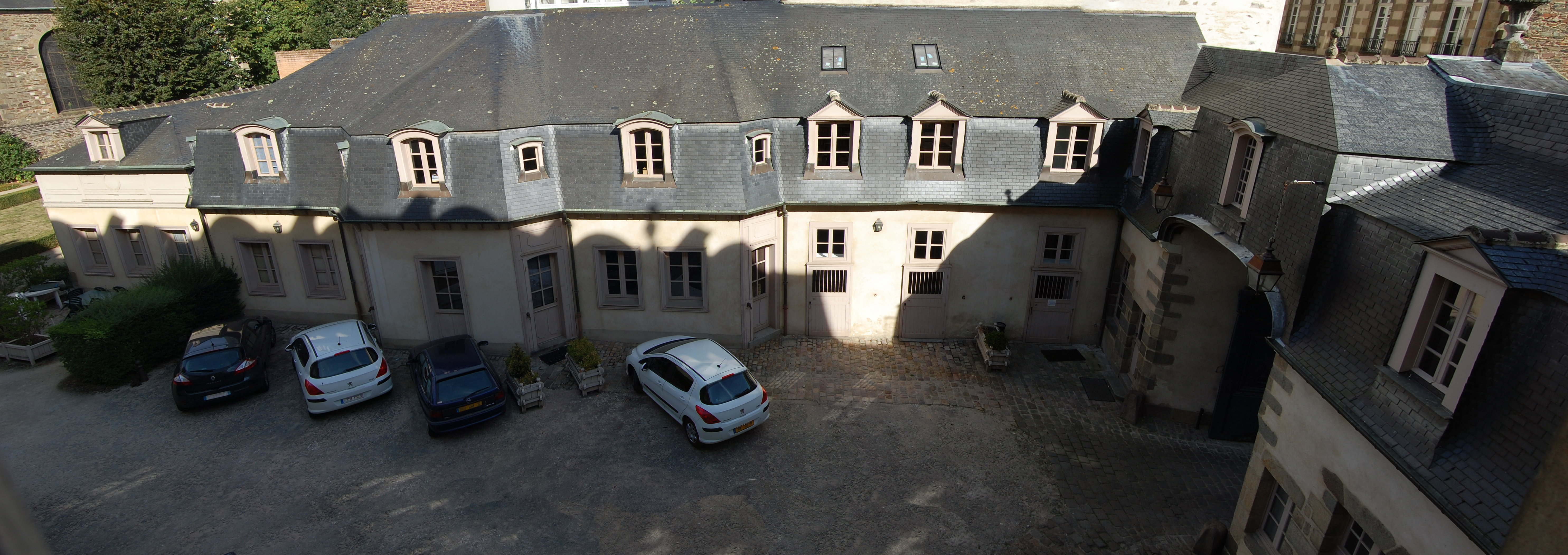
Les écuries, et l’arrière du porche (à droite), vus depuis le centre de documentation au premier étage.

### Protection, puis acquisition par l'État
Inscrit au titre de monument historique le 25 août 1942, l'hôtel est ensuite classé au titre des monuments historiques depuis le 27 décembre 1947.
L'année du classement, une partie du premier étage est louée à l'État pour accueillir l'agence des bâtiments de France, le reste étant toujours occupé par des familles. Des travaux sont alors réalisés avec le concours de l'État, portant sur de l'entretien courant et l'installation de sanitaires. L’hôtel reste la propriété de la famille de La Bourdonnaye jusqu’en 1957, l'hôtel étant alors vendu à différents propriétaires.
En 1957 ont lieu des travaux beaucoup plus importants, portant sur la remise en état des parquets Versailles, planchers et charpentes. Afin d'accueillir sur deux niveaux la Conservation régionale des bâtiments de France, un escalier en ciment est installé pour relier le rez-de-chaussée à l'entresol.
Les travaux de restauration se poursuivent : de 1960 à 1964 a lieu la réfection des toitures, date à laquelle l'intégralité des lucarnes est probablement repercée, en 1962 est fait le ravalement du portail et en 1964 la réfection du dallage de l’entrée. Sont également effectués sur la même période de nombreux autres travaux d'entretien (peintures, maçonnerie, menuiserie, etc.) Les années 1970 sont l'occasion de restaurer et entretenir les façades du corps principal, avec un travail sur les corniches et les mascarons.
La Direction régionale des Affaires culturelles de Bretagne, nouvellement créée et intégrant la conservation régionale des bâtiments de France, s’installe dans l'hôtel à partir de 1977. L’hôtel est complètement acquis par l’État le 14 septembre 1982. De grands travaux de réhabilitation sont alors entrepris pour remettre en valeur ce bâtiment majeur du patrimoine rennais du XVIIIe siècle.

### Une décennie de restaurations
Les années 1980 sont un vaste chantier de restauration, complétant les travaux de remise en état entrepris précédemment. 17 millions de francs y seront investis durant la décennie. Sous la direction des architectes des bâtiments de France, messieurs Bernard et Mitrofanoff, puis celle de monsieur Schoebel en 1988, de grands travaux commencent, à la fois pour aménager des bureaux pour les différents services de la Direction régionale des Affaires culturelles (Conservation régionale des monuments historiques, Service régional de l'inventaire, services culturels) et redonner son lustre à cette grande demeure.
La partie d'habitation au sud du premier étage, du côté de l'escalier d'honneur, voit son entresol supprimé en 1984 et les arcades donnant sur l'escalier d'honneur rouvertes. La première grande arcade de l’escalier d'honneur menaçant de s'effondrer, elle est sauvegardée par des travaux d'urgence. Les travaux d'aménagement se poursuivent, notamment avec la pose d'un ascenseur. Le service de documentation du patrimoine emménage dans cette partie refaite en 1986. Cette même année, les charpentes et toitures sont reprises.
L'escalier d'honneur est fermé, son plafond menaçant de s'effondrer. Celui-ci est démonté en 1986. Durant trois années, celui-ci va subir de lourds travaux : les murs en tuffeau peint sont grattés et décapés pour laisser apparaître les pierres, celles-ci, ainsi que les dalles abîmées, sont remplacées au besoin par une répartition uniforme des éléments neufs patinés. La grande arcade, posant souci, est revue et rééquilibrée en 1984 tandis que les gravures d'origine sur les pilastres et chapiteaux sont remises en place, des balcons destinés à protéger les ouvertures retrouvées sont créés d'après le dessin de la rampe.
Le plafond, victime d'infiltrations d'eau, est entièrement revu, en reprenant la plupart des pièces de charpente et le cadre de bois d'origine. L'ensemble est complété par une décoration à la peinture ocre, sous-couche pour un camaïeu de gris exécuté à l'huile. Il en va de même pour les arcades, également rehaussées par une dorure à la feuille. Il s'agit là d'une extrapolation par rapport à l'état d'origine (une simple couche de chaux), destinée à apporter plus de luminosité à l'endroit. Les colonnes, fortement abîmées par les courants d'air, sont nettoyées et leurs manques comblés par des apports de résine mélangée à de la poudre de pierre. La rampe, en bon acier, était rouillée : elle est entièrement nettoyée. Y sont remises de très nombreuses feuilles en tôle repoussée, dorées à la feuille d'or qui avaient disparu. L’escalier d'honneur est rouvert au public pour les Journées du patrimoine de 1989.
Dans la cour, les écuries sont partiellement réaménagées en bureaux et salle d'exposition, avec également la création un logement pour le gardien dans la partie nord. Toitures et huisseries sont reprises pour redonner l'aspect d'origine au bâtiment, notamment en éliminant les portes de garage présentes depuis 50 ans. La cour est repavée à l'occasion de travaux d'assainissement, et le jardin fait l'objet d'un réaménagement partiel (les statues autrefois présentes sont remplacées par des bacs à fleurs), alors qu'une étude est faite pour restaurer le jardin à la française et reposer la grille de séparation avec la cour,.
En 1988-1989, le portail est restauré, avec un retrait de la toiture posée au début du XXe siècle pour revenir à la pente de toit originelle, posée sur la charpente d'époque, en bon état. Les enduits du portail, côté rue, étant tombés, l'ensemble est repris. Le fronton en tuffeau, présentant les armes de la famille de La Bourdonnaye, ayant souffert de la pollution, une étude amène à un remplacement de la moitié des pierres et à la gravure à l'identique du blason.
Entre 1989 et 1991 a lieu le ravalement des façades du corps principal, ce qui inclut la remise en état des mascarons présents au-dessus des fenêtres. Le jardin est entièrement remis en état.
L'hôtel de Brie, enfin, fait l'objet d'une restauration en profondeur en 1987 et en 1990-1991, permettant de dégager entièrement la façade arrière (passage en surplomb détruit en 1987, colonne sanitaire quelques années après) et de rouvrir le passage sous l'hôtel. Dans la cour de service, les remises provisoires érigées en 1732 sont détruites. L'hôtel de Brie fait également l'objet d'un ravalement, permettant notamment de reprendre le tuffeau de la façade sur rue, abîmé par la peinture grise appliquée lors de la construction de l'hôtel de Blossac pour harmoniser le vieil hôtel avec le granit de la nouvelle construction.

### LeXXIesiècle
Le dernier aménagement en date est la réfection des écuries, afin d'accueillir le service territorial de l'architecture et du patrimoine d'Ille-et-Vilaine. Achevées début 2010, les écuries ont conservé, au rez-de-chaussée, certains détails de leur précédente fonction (mangeoires, cloisons, etc.), ainsi que l'escalier des communs, situé à l'accueil, au sud du bâtiment.
L'hôtel de Blossac sert, depuis plusieurs années,, de cadre à la fête de la musique, accueillant dans l'escalier d'honneur des ensembles vocaux. À noter qu'existe l'Ensemble vocal de Blossac, du nom de l'hôtel, composé à l'origine de personnes y travaillant.

## Architecture

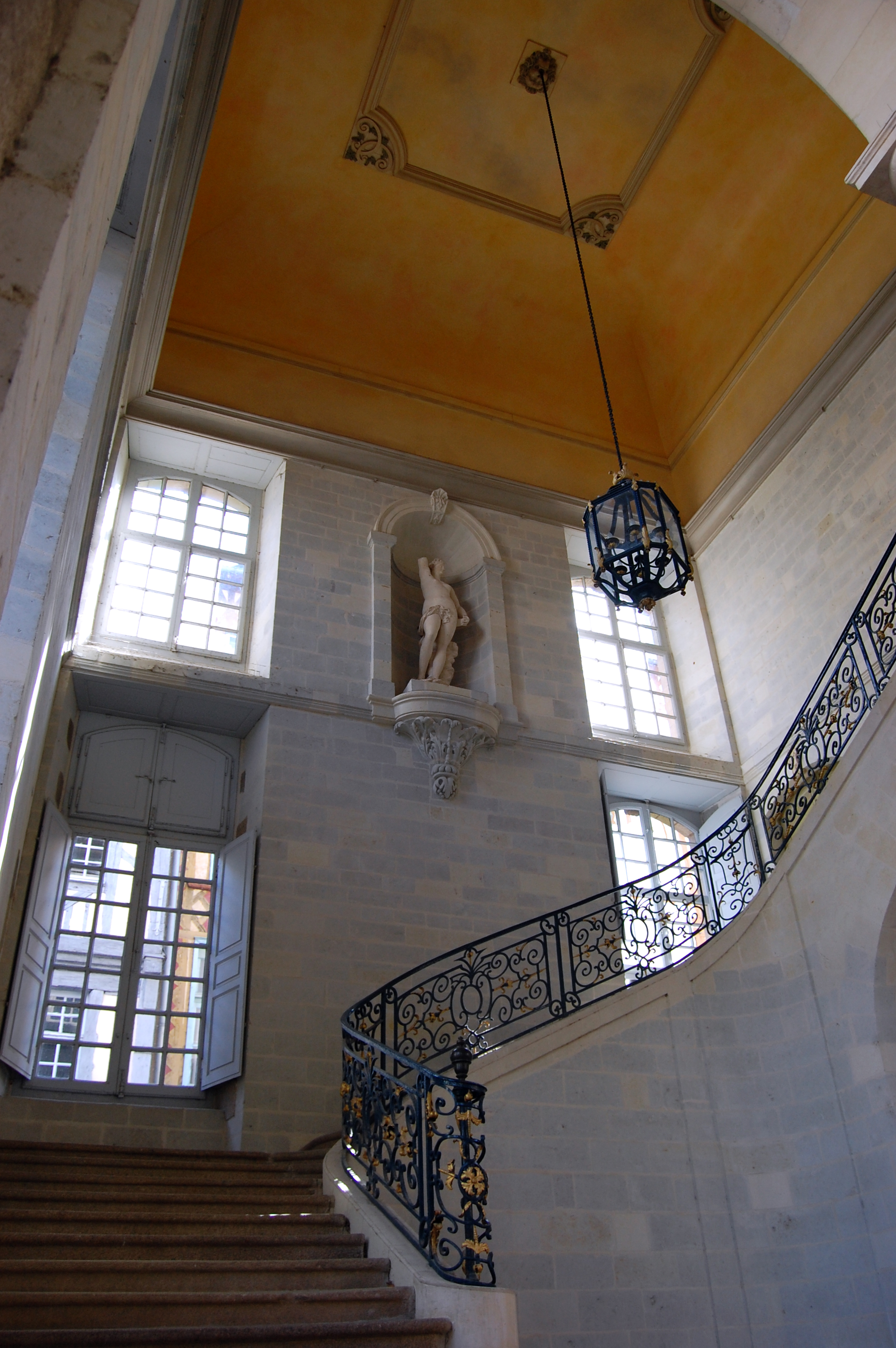
L'escalier d'honneur, pièce maîtresse de l'hôtel de Blossac.

L'architecture de l'hôtel de Blossac présente plusieurs particularités qui font son intérêt : une construction en milieu urbain reprenant des éléments déjà existants, un grand corps d'hôtel composé de deux parties, le mystère autour de l’architecte qui dessina le projet, un escalier au dessin peu commun dans l'Ouest de la France et un bâtiment de grande envergure par rapport à ce qui existe en ville. De par son architecture, il est cité dans les guides touristiques, et est présenté par certains comme étant un des plus beaux hôtels particuliers de la ville,.

### La réutilisation de l'existant
La construction de l'hôtel de Blossac est liée à l'existence de l'hôtel de Brie et du parcellaire.
Le petit hôtel de Brie, côté rue du Chapitre, est donc réemployé dans la construction. Sa cour devient la cour secondaire, tandis que la construction de l'escalier d'honneur ne justifie plus le passage sous l'hôtel : celui-ci est muré en 1730 pour servir de stockage. Le puits, présent dans la partie nord de la cour, est réutilisé dans le dessin du nouvel hôtel : les cuisines, au sous-sol, en bénéficient par une ouverture pratiquée dans le conduit.

### L'hôtel en deux parties

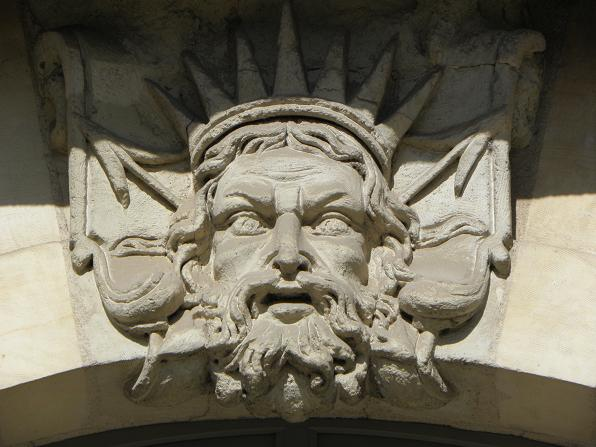
Jupiter, au-dessus de l'huisserie centrale de l’avant-corps.

L'hôtel à proprement parler est divisible en deux parties : au sud, le côté cour, simple, en granit et tuffeau, au nord, séparé par une grille,, le côté jardin, plus luxueux et présentant un avant-corps, en tuffeau travaillé. Ces deux façades présentent néanmoins une continuité, lisible à l'œil nu : continuité de la ligne de toit, dessin identique des lucarnes, aspect proche des fenêtres.
L'hôtel est donc composé de deux corps très proches visuellement et accolés physiquement, alors qu'ils sont habituellement opposés dans le dessin d'un hôtel particulier à la française de l’époque : l'un des corps, luxueux côté nord, et l'autre plus simple, côté sud. Cependant, c’est sur le côté sud que se trouve l'accès, par l'escalier d'honneur, alors que le côté jardin ne présente pas, à l'époque de la construction, d'escalier d'accès à la promenade : l'avant-corps est composé de fenêtres, le deuxième étage étant surmonté d'un fronton.
Le tiers nord de l’édifice voit toutes ses fenêtres rehaussées par des mascarons. On y retrouve des figures tirées des mythologies grecque et romaine : Flore, Jupiter et Cérès au premier étage et, autrement, Mars, Hercule, Bacchus, Mercure, etc. Cette façade présente également des particularités techniques et des artifices architecturaux : l'avant-corps masque le fait que l'appui sur l'hôtel particulier sis derrière celui de Blossac, rue Saint-Sauveur, oblige le bâtiment à être moins profond de 40 centimètres. Les deux volumes étant identiques, la partie la plus au nord est donc en avancée. La retombée du toit rend les lucarnes moins profondes, et permet l'installation d'un balcon, rompant la symétrie habituellement voulue dans le classicisme. Cet artifice est, pour Jean-Jacques Rioult, la marque d'un grand architecte.

### L'ombre de Jacques Gabriel
Réalisé par Jean-François Huguet, le dessin, de par le style, semble être signé Jacques Gabriel, qui réalisa également l’hôtel de ville de Rennes. Il ne semble pas exister de preuve formelle comme quoi l'hôtel de Blossac serait une œuvre pensée par le Premier architecte du Roi, mais un ensemble de détails laissent à penser que ce serait le cas. Outre le balcon de la partie côté jardin, le détail le plus frappant est une mention faite dans le devis établi pour l'hôtel de ville de Rennes, où Gabriel fait mention du marbre utilisé pour les colonnes de l'escalier de l'hôtel de Blossac. Cet élément est considéré comme un aveu de paternité pour Jean-Jacques Rioult.
Enfin, la reconstruction de Rennes est confiée à Gabriel par Louis XV, qui reprend les plans d'Isaac Robelin, désavoué par la communauté de ville et son maire, Toussaint-François Rallier du Baty,. Cette reconstruction dure de 1726 à 1754, un intervalle de temps proche de la construction de l'hôtel de Blossac, laissant à penser que l’architecte du roi profite de ses venues à Rennes pour y superviser un autre chantier, en plus de ceux de la place du Parlement-de-Bretagne et de l'hôtel de ville de Rennes.
Ces œuvres de l’architecte entrent également dans cette analyse : les lucarnes présentes sur les immeubles de la place du Parlement-de-Bretagne sont du même dessin que celles de Blossac. L'hôtel de ville de Rennes, signé de Jacques Gabriel, est le premier exemple de comparaison avec l'hôtel de Blossac. Une aile, traversant la partie sud de la place, avait été projetée par l'architecte pour loger le commandant de la province. Faute de moyens, la location de l’hôtel de Blossac sera préférée par la municipalité. Les premières esquisses du projet présentent cependant de nombreuses similitudes avec l'hôtel de Blossac, laissant à penser que Gabriel n'y serait pas étranger.
Cependant, d'autres détails et défauts de construction laissent à penser que Gabriel n'a touché qu'à l'occupation du terrain, au dessin d'ensemble de l’hôtel et à celui de l'escalier d'honneur. L'exécution, confiée à Jean-François Huguet, présente donc des défauts de raccords des décors indignes d'un architecte du roi, sans doute dus à la marge laissée par Gabriel entre l'idée et l'exécution.

### L'escalier d'honneur
L'escalier d'honneur de l'hôtel de Blossac, daté de 1730, est remarquable aussi bien par son décor de style classique que par son implantation à l'extrémité sud du bâtiment, du côté de la rue du Chapitre : habituellement, ces escaliers étant le point d'entrée dans le bâtiment, ils sont donc placés au centre de la construction. Cet ensemble possède une triple fonctionnalité dans un seul volume : accès à la cour arrière de l'hôtel par un passage charretier, accès au rez-de-chaussée par un petit escalier et l'accès à l'étage par l'escalier d'honneur à proprement parler. L'escalier est composé de trois volées de marches. Le premier palier permet l'accès au-dessus du porche et le second à l'hôtel de Brie.
Cette disposition pourrait avoir été inspirée par la disposition de l'hôtel de Brie, dont l'escalier d'accès aux étages se trouvait sous le porche d'accès. On ne retrouve cette disposition nulle part ailleurs à Rennes, ni même en Bretagne : il faut aller à Paris pour trouver d'autres exemples, comme l'hôtel de Beauvais.
Le volume est sobrement décoré : construit en pierre blanche, le passage charretier est encadré par des colonnes en marbre rose, le dallage au sol est noir et blanc et les marches en granit. Les seules décorations sont la rampe en fer forgé (assortie à la lanterne), dont le dessin évoquant les arabesques des parterres de jardin est attribué à Gabriel, une statue de Thémis dans une alcôve au-dessus de la deuxième volée de marches à hauteur du premier étage, et d'une tête de lion au plafond, cachant le mécanisme de remontée du lustre.

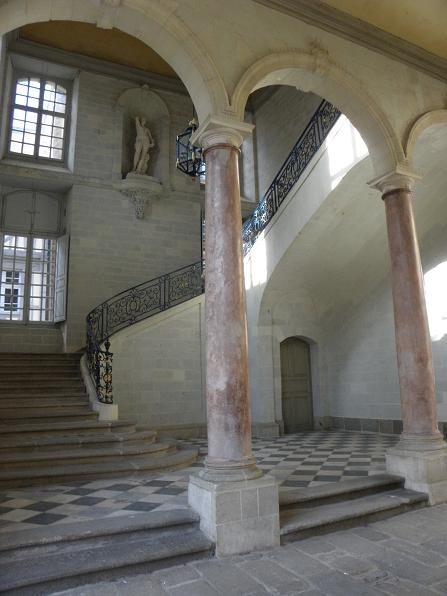
L'escalier d'honneur, vu depuis le niveau du pavement.
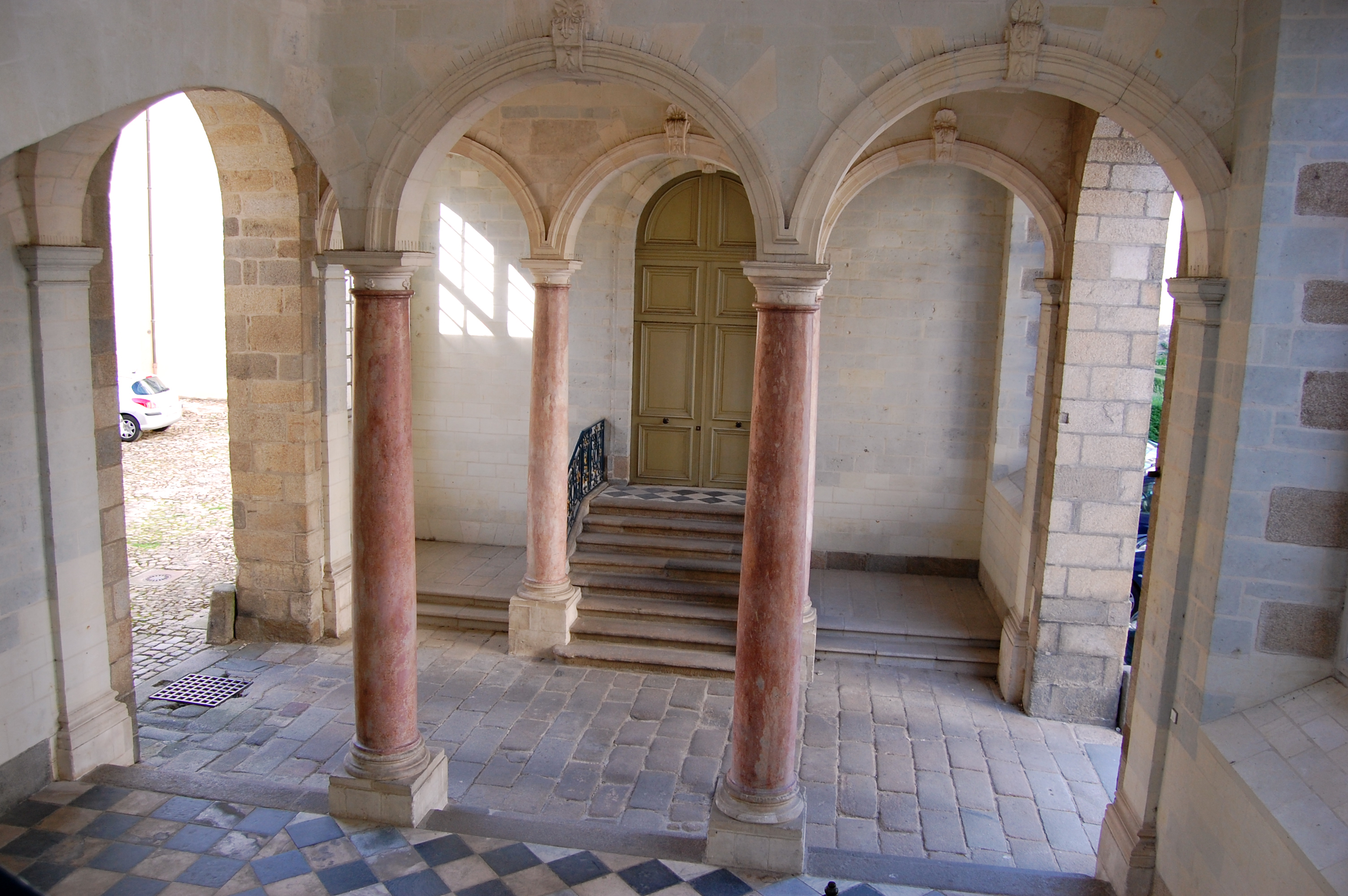
Colonnes, passage et escalier du bas.
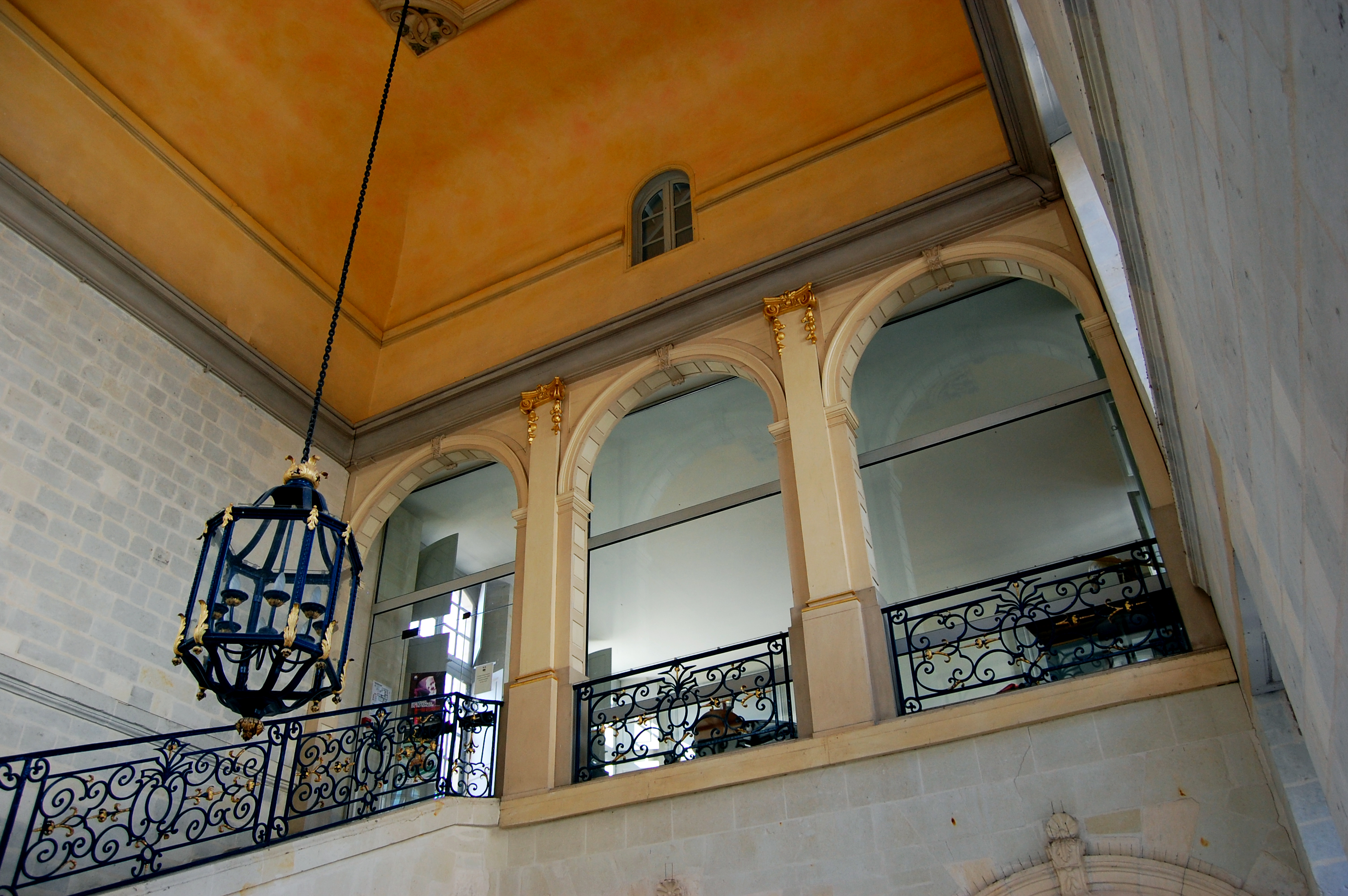
Partie haute de l’escalier, menant au centre de documentation.
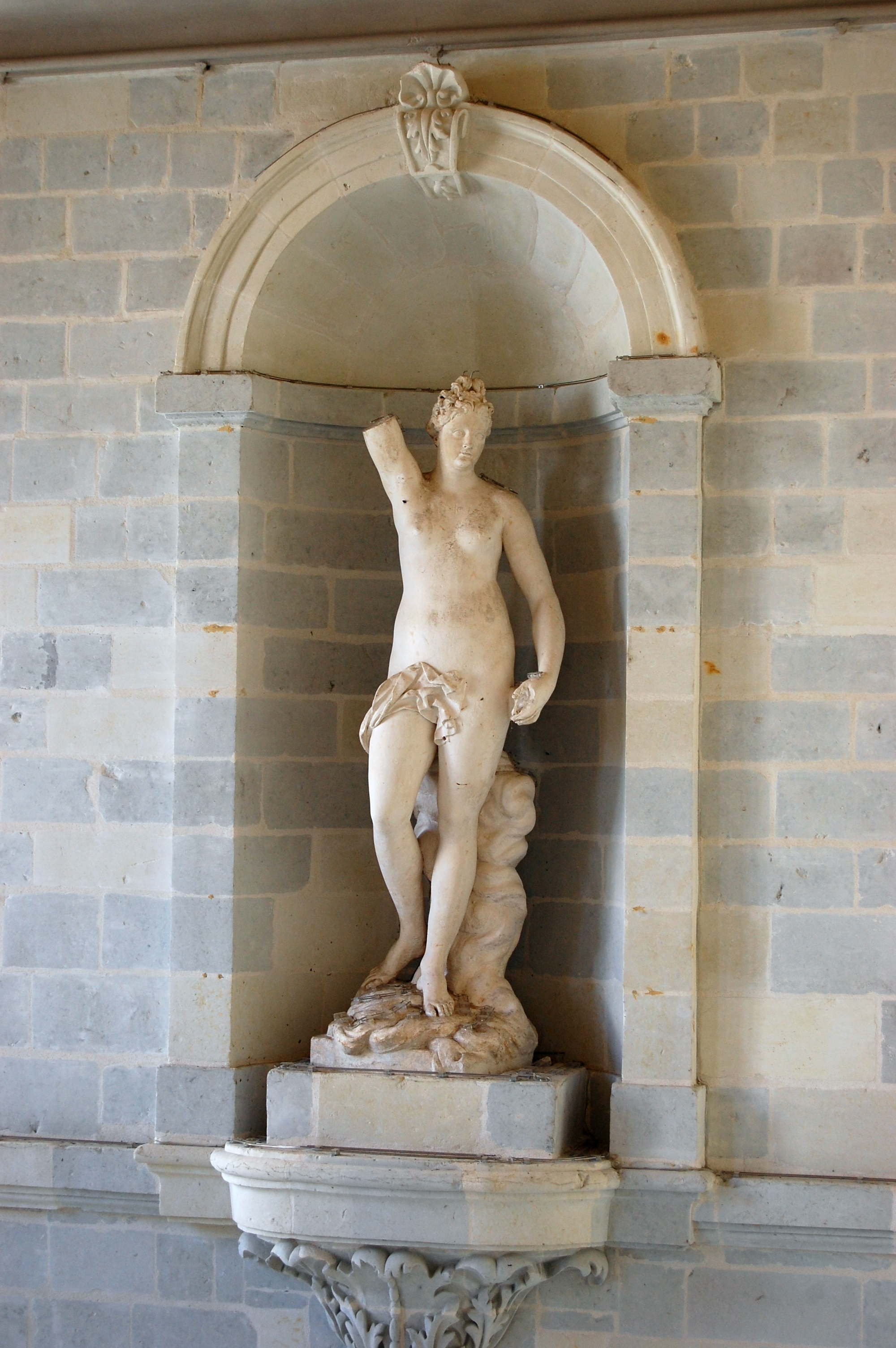
Statue de Thémis.

### Aménagements actuels
La Direction régionale des Affaires culturelles de Bretagne occupe la totalité des locaux de l'hôtel de Blossac et de ses dépendances. Certains services, plus importants que d'autres, occupent une place particulière dans les bâtiments. Ainsi le Service territorial de l'architecture et du patrimoine occupe les écuries de la nouvelle cour, qui ont été réaménagées en avril 2010.
La conservation régionale des monuments historiques est toujours au même endroit, au rez-de-chaussée et à l'entresol de l'aile sud, alors que son premier étage est occupé par le service de documentation. Les services administratifs de la DRAC sont à l'entresol et dans l'hôtel de Brie. Les premier et deuxième étages de l'aile nord sont divisés entre les différents services de la DRAC. La direction est dans le corps central du bâtiment, au-dessus du perron, au premier étage, dans les anciens appartements de la famille de La Bourdonnaye.
L'inventaire général du patrimoine culturel étant passé sous la houlette de la région Bretagne en 2004, le troisième étage, dans les combles, ainsi que le sous-sol sont à présent inoccupés, hormis par le service d'archivage. La galerie, côté jardin, n'est utilisée que partiellement comme logement de fonction, et les cours servent de parking pour les voitures de service.

## Évolution de l'architecture
- Logis de 1624
- Logis antérieur
- Communs
- Les écuries
- Parties incendiées
- Autres bâtis subsistants

- Logis de 1624
- Logis antérieur
- Communs
- Zone achetée par la famille de La Bourdonnaye
- Autres bâtis

- L'hôtel de Blossac
- L'hôtel de Brie
- Autres bâtis

- L'hôtel de Blossac
- L'hôtel de Brie
- Le porche d'entrée
- Écuries
- Jardin
- Autres bâtis

- L'hôtel de Blossac
- L'hôtel de Brie
- Le porche d'entrée
- Écuries
- Hangars
- Jardin
- Autres bâtis

- L'hôtel de Blossac
- L'hôtel de Brie
- Le porche d'entrée
- Écuries
- Rôtisserie
- Hangars
- Jardin
- Autres bâtis

- L'hôtel de Blossac
- L'hôtel de Brie
- Le porche d'entrée
- Communs
- Écuries
- Rôtisserie
- Glacière
- Hangars
- Jardin
- Autres bâtis

- L'hôtel de Blossac
- L'hôtel de Brie
- Le porche d'entrée
- Communs
- Écuries
- Rôtisserie
- Galerie
- Glacière
- Hangars
- Jardin
- Autres bâtis

- L'hôtel de Blossac
- L'hôtel de Brie
- Le porche d'entrée
- Communs
- La galerie
- Hangars
- Jardin
- Autres bâtis

- L'hôtel de Blossac
- L'hôtel de Brie
- Le porche d'entrée
- Les écuries
- La galerie
- Hangars
- Jardin
- Autres bâtis

- L'hôtel de Blossac
- L'hôtel de Brie
- Le porche d'entrée
- Les écuries
- La galerie
- Hangars
- Le jardin
- Autres bâtis

- L'hôtel de Blossac
- L'hôtel de Brie
- Le porche d'entrée
- Les écuries
- La galerie
- Le jardin
- Autres bâtis